# マジンガーZIP!
『マジンガーZIP!』（マジンガージップ!）は、2013年4月8日から2014年3月28日まで、日本テレビ系列『ZIP!』のコーナーである「あさアニメ」（6:56頃 - 6:58）において、永井豪と『ZIP!』がコラボレーションして放送されていた、『マジンガーZ』をコメディタッチに仕上げた日本の短編FLASHアニメ。

## 概要
『マジンガーZ』をコメディタッチに仕上げた作品で、登場キャラクターやメカニックも『マジンガーZ』同様となり、1話分の長さは約1分間という短編のFlashアニメーション作品。『マジンガーZ』のようなマジンガーZと地下帝国と戦うストーリーではなく（戦闘シーンがあるエピソードはあるが、それが中心というわけではない）、現代社会における事柄をゆるいお笑いスタイルで再現するという内容。地下帝国が中心のエピソードもあり、場合によっては光子力研究所が登場しないこともある（逆に地下帝国が登場しない話もある）。基本的にストーリーに連続性はないが、一部の話は以前の回とのリンクがある。なお、マジンガーシリーズにTVアニメが制作されるのは『真マジンガー 衝撃! Z編』以来4年ぶりのTVアニメであるが、続編ではない。2020年現在、この作品を収録した映像ソフトは発売されていない。
アニメーション制作は前作『おはよう忍者隊ガッチャマン』から引き続きCGアニメの制作会社「ODDJOB」が担当するほか、キャスト・スタッフも『おはよう忍者隊ガッチャマン』から続投している。最新話は『ZIP!』公式サイトで期間限定配信されている。
『シューイチ』2013年3月31日放送分における翌4月1日放送分の『ZIP!』の予告で明らかとなり、翌4月1日放送分の『ZIP!』にてタイトルが正式発表された。2013年4月1日から4月5日までは6:57頃 - 6:58において予告編を放送した。
2013年7月29日 - 8月2日は、同日8月2日に日本公開された映画『ローン・レンジャー』とのコラボスペシャルが放送された。「あさアニメ」の作品の他媒体とのコラボ作品の放送は地上波放送では初となる。
傑作選（再放送）は、2013年8月12日 - 8月16日は夏休み傑作選が、2013年12月16日 - 12月20日はクリスマス傑作選が、2014年3月17日 - 3月21日は春の傑作選がそれぞれ放送された他、『おはよう忍者隊ガッチャマン』同様に、国民の祝日にあたる日の7:50頃に放送されることもある。
また、2013年8月19日 - 8月23日は『おはよう忍者隊ガッチャマン』復活版放送に伴い休止。2013年10月16日は平成25年台風第26号の上陸に伴う特別編成のために休止。2014年2月12日・2月14日はソチオリンピック関連の特別編成のために休止。
2014年3月31日からの「あさアニメ」は、『ハクション大魔王』の短編アニメである『おはようハクション大魔王』が放送されており、スタッフはそのまま続投しているが、『おはよう忍者隊ガッチャマン』から声優を務めてきたBOSE・ANI（スチャダラパー）、宮崎吐夢、しまおまほは本作を以って「あさアニメ」のキャラクター声優を一時降板したが、2015年のグッド・モーニング!!!ドロンジョにて1年ぶりに声優に復帰している。

## 登場人物

### 光子力研究所（キャラ）
兜 甲児（かぶと こうじ）
マジンガーZIP!の操縦を担当。ただ、操縦に関しては半クラッチが出来ずに坂道発進に失敗したり、安全確認を行わない、ロケットパンチを撃とうとして光子力ビームを発射するなどさやかに操縦面で釘を刺されることが多く、各種武装の稼働方法も完全にマスターできていない。さやかと一緒に街のパトロールも行う。神経質なところがあり、頭部の接続部をホバーパイルダーの端で擦っただけで不貞腐れて戦闘放棄したり、弓教授がマジンガーZIP!に勝手に付けた機能や、マジンガーZIP!におけるトラブル対応、道具を使用した武術などに不満を漏らして弓教授・さやか・スミス博士に対して「バカ親子」「殺す気か」「帰ってくるな」と罵倒したり、弓教授を蹴り飛ばしたい気分になったこともある他、マジンガーZIP!に対するクレーム処理にも苦慮している。スマートフォンを所持しており、敵であるはずのあしゅら男爵との連絡に使用されることもある。ミルフィーユが好物で、機械獣との戦闘中に弓教授たちにミルフィーユを食べられた際、あまりのショックで戦意喪失したこともある。弓教授とさやかとで親子喧嘩に発展した 際も、巻き添えで弓教授とさやかに殴られたり、足蹴りやラリアット、後方からのアックスボンバー、双方からの相撲技をお見舞いされたこともある他、弓教授から火炎放射器攻撃を受けて火傷を負ったこともある。ダブラスM2による地方都市襲撃作戦では、群馬県前橋市においては、マジンガーZIP!は前橋駅方面に向かったために、あしゅら男爵から鶏めし弁当5個 を買ってくるよう言われ、千葉県鴨川市においては、マジンガーZIP!は襲撃のターゲットとなった鴨川シーワールドに到着したものの、ダブラスM2が鴨川バイパスの渋滞で動けなくなり鴨川シーワールドに到達できなかったため、あしゅら男爵から迎えに来るよう 言われる羽目となった他、鳥取県米子市においては、あしゅら男爵に対して「永井豪作品に水木しげる 作品の名前を出すな」とメタ発言しつつ言い返した。さやかへのホワイトデーのお返しでは、近藤真彦や東山紀之の物まねをやったがさやかと弓教授には受けず、弓教授から5万円を請求される羽目に。
弓 弦之助（ゆみ げんのすけ）教授
光子力研究所の責任者。甲児からは教授と呼ばれるが、それとは裏腹にかなり身勝手な行動を起こす性格である。身長は180cmと公言していたが、実際には176cmであった。また、マジンガーZIP!に勝手に余計な機能をつける 他、アフロダイAに小顔メイクを施したり、くびれを出すように余計なリファインを行う。またマジンガーZIP!の修繕のコストダウンのために価格.comによる部品の価格の比較を検討している一方で、利益を得るため新商品開発にも余念がなく、なおかつ金欲が強い。一方で万一のことを考えてアフロダイAの口の部分を柔らかくしたり、往年のプロレスラーやプロボクサーのデータを入力の際も、現役時代ではなく引退後のデータを入力したり、さやかに対しても年頃の娘を心配してやたらと早い門限を定めたり、三博士に対して光子力音頭の作詞・作曲を早期に終わらせるよう迫るなど心配性な面もある。スタンガンを使用した武術を弓弦之助武術として、火炎放射器を使用した空手 を弓弦之助流空手としてそれぞれ広めたいらしい。光子力研究所も半ば私物化しており、マジンガーZIP!の格納庫にほとんど使ってないわけのわからないメカ や、さやかのへその緒の入った箱を置いたりしている他、さやかの恋愛についても気にしており、これらの件で甲児やボスを殴ったこともある他、行きつけのスナック「アーバン」のママとホバーパイルダーに乗って撮影しネット上にアップしたところ、光子力研究所へ抗議電話が寄せられたこともある一方で、元カノのことは忘れたいらしい。ビーフストロガノフが好物。鉄仮面兵に自室の机の引き出しに入れていた物を盗まれそうになったことがあるが、引き出しに入っていたのインクの出なくなった蛍光ペン、寿司に付いている醤油、無くしたと思っていた片方の靴下、M-1グランプリ2006の自分なりの採点表などであった。節分の際には豆まき用に専用のライフルや爆弾、ロケットランチャーを開発していた。光子力研究所の財政状況が厳しいとの理由でいらないCDをディスクユニオンに持って行ったが大した額にならなかったため三博士の1人を解雇 しようとしたが、結局誰を解雇するか選べずに終わっている。さやかが戦闘で危篤状態になったというシチュエーションを作り、甲児に堺雅人・ビートたけし・おすぎのものまねをやらせて弄んだりもしている。Dr.ヘルの地球征服作戦中止宣言の後には、光子力研究所を「光子力ロボット村」と改称し、ようやく完成した光子力音頭のCDを販売する等、生き残りに必死の模様。
弓 さやか（ゆみ さやか）
弓弦之助教授の娘。アフロダイAの操縦を担当。操縦時は女子目線で物事を進める。普段はピンクと白のスカート、白いロングブーツ姿で過ごしており、アフロダイA操縦時はヘルメットを装着する。アフロダイAには当初はヘルメット未装着で搭乗していたが、後に装着するようになった。甲児と一緒に街のパトロールも行う。ツイッターやフェイスブックも使いこなす。プロレスやブラジリアン柔術などの格闘技に興味がある。弓弦之助武術同様に、チェーンソーを使用した武術を弓さやか武術として広めたいらしい。門限は5時半。甲児の好物であるミルフィーユなどのお菓子作りも行っている。反対にカボチャを使用したスイーツは苦手。訪問販売にも弱く、それで買わされた商品も多数 など。弓教授のパソコンを起動した上で検索エンジンで検索履歴を覗き見することもあり、意味深な検索履歴を見つけた際さやかは「意味が気になって戦いに集中できない事態を防ぐために検索した」と思い込んでいる。年始には隠し芸大会 も開催している。さやかが地下帝国の秘密のアジトに連行され、地下帝国が各新聞社へ送りつける犯行予告用の写真撮影では、ダメ出しを連発していた。
兜 シロー（かぶと シロー）
甲児の弟。生意気な性格で、甲児に怒られることも。普段はラジコンカーで遊んでいる。時事ネタをしゃべることもあるが、話の内容が生意気なためボスに懲らしめられることがある。手先が器用で夏休みの宿題で工作を製作した時は牛乳パックを使った産業用ロボットを製作した ため、甲児たちを呆れさせたこともある。その一方で絵画の才能もあり、ジェットスクランダーのイメージイラストを本家と同様に描いた事もある他、ピカソ風やダリ風、草間彌生風のイメージイラストをプロ顔負けの技法で描いていた。AKB48よりもジャズが好き。地下帝国の秘密のアジトにシロー一人で潜入した上で、あしゅら男爵にボジョレ・ヌーボーに合うチーズをアドバイスしボジョレ・ヌーボー強奪作戦を阻止させた事も。他にもマジンガーZIP!の人気に便乗してマジンガーZIP!のソフビ人形やDVDを商品化して売り出そうとした事もある。2014年のお年玉の使い道は株式投資だった。ヌケ、ムチャと共に恋愛について大人顔負けに語ったこともある。
三博士（さんはかせ）
光子力研究所に加入した弓教授の三人の助手。のっそり博士・もりもり博士・せわし博士の三人とも喫煙席は苦手。光子力エネルギーの研究・開発が任務だが、実際は光子力エネルギーとは全く無関係なものを開発している。そのため、甲児は「大丈夫かこの研究所」や「全員バカか」と呆れていた。ボスボロットやジェットスクランダーの製作の際も、ボスボロットの武装を省略したり、ジェットスクランダーをスミス博士のイメージイラスト通りに完成させるなどいい加減な性格である。弓教授は三博士の歓迎昼食会の会場探しを行わせるためにマジンガーZIP!を出撃させ、マジンガーZIP!は歓迎昼食会の予約交渉を店の窓越しに行ったが不調に終わり、弓教授に「ピザを出前する準備がある」と言われる羽目に。パンツ一枚でマジンガーZIP!やホバーパイルダー、アフロダイAの前で撮影しネット上にアップしたところ光子力研究所へ抗議電話が寄せられたこともある。
のっそり博士
三博士の一人。禿頭に白い髭が特徴。当初は光子力饅頭の製造 をしていたが、現在はマジンガーZIPのメンテナンスと新たな武器の開発、光子力エネルギーの実用化に向けた実験を行っている。パンツ一枚でホバーパイルダーに搭乗し、その写真をツイッターに載せたこともある。一重瞼にも関わらず、二重瞼と嘘をついていたこともある。
もりもり博士
三博士の一人。ゴリラのような顔つきが特徴。当初光子力グッズの製造 を担当していたが、現在は焼き肉で焦げた肉を食べたり、弓教授のジャージのヒモが中に入った時にピンで取り出したりカラオケでケツメイシを歌う際にラップのパートを歌う等マジンガーZIPや光子力エネルギーとは全く関係ない仕事をしている。弓教授の依頼でさやかに寄ってくる男子を撃退する小型爆弾を製造していた。のっそり博士と同じくパンツ一枚でパイルダー・オン前のマジンガーZIP!の頭部にまたがり、その写真をツイッターに載せたこともある。さらには新代田在住にもかかわらず、下北沢在住と嘘をついた事も。
せわし博士
三博士の一人。上半身を覆うほどに大きな灰色の髭が特徴。当初は光子力音頭の作詞・作曲 を担当していたが、現在はアフロダイAのメンテナンスと新しい武器の設計図の製作、のっそり博士が行った光子力エネルギーの実験結果の解析を行っている。仲間内の悪ふざけでアフロダイAのセクシーポーズと並んだ写真をネットにアップしたこともある。普段はシャンプーのない駅前のスピードカットで散髪しているにも関わらず、美容院でカットしていると嘘をついていたこともある。
スミス博士（スミスはかせ）
マジンガーZIP!の空中戦において、バラスK9に苦戦を強いられていることを受け、弓教授がニューヨークから呼んだロケット工学の権威者。年末にはニューヨークへ帰国している。ロケット工学の知識は豊富だが、絵がかなり下手。ジェットスクランダーを開発した際も、イメージイラストが子供のお絵かきレベルだった挙句そのままで済ませようとするなど随分いい加減な性格。スミス博士は2020年東京オリンピックの招致プレゼンにおいて滝川クリステルがスピーチした「お・も・て・な・し」と、島崎俊郎のギャグである「ア・ダ・モ・ス・テ」を間違える始末だった。その後ニューヨークに戻ることになったが、日本で学んだことはPerfumeのあ〜ちゃんの良さや、買い物先で『出没!アド街ック天国』（テレビ東京）を見たと言うと安くしてもらえる事、花田虎上の「虎上」と書いて「まさる」と読む、『有吉弘行のSUNDAY NIGHT DREAMER』（JFN）が東京都・静岡県 で聴取できないと不満をこぼすといった事ばかりだった。しばらく後に再び来日してマジンガーZIP!の足に武器を付けたが、付けた物はグレープフルーツを搾る為のスクイーザーであった。その為甲児からは「完全に遊びに来てるだろ」と突っ込まれていた。再び帰国する際には「マジンガーZIP!」が今週で最終回を迎えると甲児に告げ、今週いっぱい頑張るように激励した。

### 地下帝国（キャラ）

#### 幹部
あしゅら男爵（あしゅらだんしゃく）
地下帝国の指揮官。Dr.ヘルによって作り出された男性と女性の夫婦が合体したサイボーグ で、マジンガーZIP!を倒すべく執念を燃やしており、光子力研究所のモニタージャックを行うこともある他、クリスマス・イブ当日に光子力研究所爆破作戦を企てたこともある。スマートフォンを所持しており、作戦の連絡方法をLINEに切り替えたものの、新宿襲撃作戦における連絡においては、鉄仮面兵から連絡は合コンなどの私用の事ばかりだった他、敵であるはずの甲児との連絡に使用されることもある。趣味は半身浴や深夜ラジオ番組を聞くこと。喋る時は横を向くか画面の片側に寄ったアップで喋ることがほとんど。男性側と女性側でそれぞれ意思を持っており、性格も異なる。携帯の番号やメールアドレスが左右で違う他、パソコン、タブレットのアドレスが異様に長く、女性側と男性側では異なる。さらに脳は一つであり、2つの人格を一つの脳で操っている。なお、自分の体と反対側（男性側なら女性側、女性側なら男性側）の体の手足も自由に動かせる模様。そのため、左右で言い争い になることが多く、酒癖や食べ物の好みも異なるが、胃などの臓器は一つになっているらしく、片側が呼吸をしたり食事をしたりすると自動的に反対側も呼吸や食事をしたことになるらしい。一方で片側が運動をしたりすると反対側の手足も動かすことになる為、両方疲れたりもする。一方だけが風邪をひくこともある。片方が喋っているときはもう片方は黙っているが、2人同時に喋ったり輪唱することもできる他、秘密特訓と称して、鉄仮面兵に対して春日三球・照代の地下鉄漫才を披露したり、Dr.ヘルに「ひとり(?)夫婦漫才」 を披露したりしている。左右で性別が違うことを気にしているため、ハン（半）が付く言葉を嫌っているが、今半のすき焼き弁当が好物である。給与の振込先は三井住友銀行など合併した銀行が多いらしく、そのため鉄仮面兵は新入兵に対してもそのような銀行を勧めている。GW襲撃作戦の際には、GWの予定にトルコ旅行を計画していた ことをDr.ヘルに見破られてしまう。マジンガーZIP!に乗り込む前の甲児を捕えた際には、男性側と女性側でその場で痛めつけるか人目に付かない所で痛めつけるかで意見が分かれて、最後には意見が反対になってしまい、甲児や鉄仮面兵に呆れられていた。海底要塞サルードにある寝室のベッドの柄は2色。高円寺のラーメン屋でもDr.ヘルが来店してきた途端に店主から退店を命じられた ことや、ガラダK7でムーンウォークの練習をしたこともある。サッカーやプロボクシングに関する知識もないため、前園真聖を誘拐した際には、誘拐したいサッカー日本代表選手の名前が出てこず、グダグダになってしまったため、前園から「前（ギャラクター）より面倒くさい」と言われたり、フォーメーションを静岡県伊東市にあるハトヤホテルの電話番号と間違えてしまう始末だった他、サッカーに詳しい兵員に2014ワールドカップブラジル大会を楽しむための知識を聞いた際には、ダイアゴナルの事を「ダイゴナル」、「ダイアナゴロク」、「ダイナゴリラ」等と間違えており、最終的には「だいたひかる」、「代打桧山」等とサッカーとは全く関係ない名前を言い出したため、兵員から「あの人に聞け。」と言われてしまう始末だった。山中慎介を誘拐した際には、スコアリング やWBAやWBCなどのJBCが認定する世界王座認定団体を知らず、AKBをプロボクシング世界王座認定団体を勘違いするという始末だった。『ローン・レンジャー』フィルム強奪計画 では、フィルム媒体を知らないという始末だった。おしどり芸能人夫婦誘拐作戦を実行することを企てていた他、東京スカイツリー壊滅計画やダム決壊計画でも、男性側が決行予告や作戦の概要を光子力研究所に通告するも女性側が計画を断念している。地下帝国の「悪の大運動会」では鉄仮面と二人三脚を行ったが、女性側は自身が男性側とは別人格であるため三人三脚ではないのかと散々屁理屈を言った挙句、鉄仮面兵に「半分半分じゃねーか」と言われ、話し合いの結果であしゅら男爵は不戦勝となった。前橋襲撃作戦では、襲撃のターゲットを前橋駅前か国道17号沿線のどちらかにするかで男性側と女性側で口論し、最終的には前橋市内の国道17号沿線を襲撃した。「ZIP!deポン!」におけるネット上の反応についても毎日神経を尖らせている。年末年始には仕事納め・仕事始めを欠かさず、「輝く!あしゅらアワード」も開催している。初詣に行った際には甲児達よりも30分早く神社に来てお参りを済ませ、絵馬に「今年こそ必ず世界征服できますように!」 と書いたこともある。荒れる成人式会場から新成人を誘拐する作戦では、誘拐してきた新成人達に悪の組織に入るように言うが、逆に新成人達から「ナメてんのか。」と凄まれる羽目になる。
女性側
細かいことは気にしないが口うるさい性格で登場の際やマジンガーZIP!との戦いではこちら側がほとんど喋っている。空気を読まない発言や余計なことを喋る男性側に苛立つことも多い。ちなみに髪の毛のつむじはこちら側に2つ存在するらしい。酒は強い方であり、二日酔いにならないらしい。食べ物の好みはヘルシー志向であるが、カップラーメンの食べ方に関してもお湯を入れて2分30秒でふたを開ける他、干しぶどうは苦手。半分という言葉に非常に敏感でありそのことを言われると激怒する。夏にはビキニを着るためダイエットは欠かさない。前述の『ローン・レンジャー』フィルム強奪計画では、男性側に『ローン・レンジャー』に登場するトントの模様を悪戯書きされる始末で、光子力研究所にローン・レンジャー達のそっくりさんが現れたことを知ると、本人だと思い込みジョニー・デップのサイン欲しさに誘拐作戦を企てるも失敗。ポール・マッカートニーのファンであり、鉄仮面がポールの来日公演の襲撃計画を提案した際にはプラチナチケットを手に入れていたため作戦には反対していた。その為、鉄仮面側からは「お前、藤田朋子か?」と突っ込まれていた。2014年カレンダーの購入に関しても佐川男子やヤマト運輸のセールスドライバーがカレンダーに出る事を望んでいた。Dr.ヘルの地球征服作戦中止の後には、光子力ロボット村で行われるマジンガーZIP!とガラダK7での漫才に不平を漏らしていたが、コントならやってみたいと予め台本を書いてみたりしている。
男性側
女性側とは対照的に割と細かいことを気にする一方でよく余計なことを喋ってしまう性格である。鉄仮面兵達からは「男爵さん」と呼ばれている。世界征服に対しては慎重に進めていった方が良いと考えている。輪唱する際にもこちら側がどんどんずれていってしまうため、失敗することが多い。女性側と違い手下の鉄仮面達と仲が良く、手下たちと組んで女性側にイタズラを仕掛けることもある他、お金を貸したり借りたりしている。酒は飲めないが、一口でも飲むと酒乱となる。その後はこちら側だけ二日酔いになるらしい。合コン相手からメールが来たDr.ヘルを羨ましがっていたこともある。食べ物は女性側とは対照的に鮭の皮やホヤの酢味噌和え等こってりしたものが好みで、深夜につまみ食いすることもあり、カップラーメンの食べ方も女性側とは異なりお湯を入れて3分を守っている。利き手は右手（女性側の腕）らしい。12万円もするモデルガンを購入したこともある他、Dr.ヘル同様グラビアアイドル好きでもあり、2014年女性キャスターカレンダーの購入を検討している。好きな映画は『仁義なき戦い』や80年代のジャッキー・チェン主演映画。水泳の練習の際は、クロールで男性側だけが息継ぎをするので女性側に怒られていたが、男性側は自分は女性用の競泳水着を着させられたことに怒っていた。女性側に内緒でクリスマスケーキを用意していたが、爆弾と間違えて光子力研究所に送った事もある。携帯の番号が女性側と異なる他、メールアドレスが女性側より長い。
Dr.ヘル（ドクター・ヘル）
世界征服を企む悪の天才科学者。世界征服達成後は『情熱大陸』（毎日放送）や『テラスハウス』（フジテレビ）など、日テレ以外の他局の番組に出演するのが夢。淡々とあしゅら男爵の失敗を叱責する他、あしゅら男爵が失敗のレポートを提出しようとしても強引にギャグや漫才をやらせ、ギャグや漫才が面白いと許す他、佐々木希の写真集「ささきき」の感想をあしゅら男爵に質問したこともある。昭和の漫才に精通している。グラビアアイドル好きでもあり、2014年のアイドルカレンダーを買う為にわざわざアキバまで行ったほど。2014年の年頭の言葉に関してもおのののかやミランダ・カーと付き合いたいとコメントするなど、世界征服に関係ないことを年頭の言葉にしていた。好きなテレビ番組は『徹子の部屋』（テレビ朝日）で、出演するゲストによってはすぐにテレビを消すことも。あしゅら男爵から機械獣の戦闘力アップを依頼された際にはアブドラU6にエコーの効いたマイクを搭載し、カラオケが歌えるようにした他、あしゅら男爵から宇宙空間からの攻撃のために、試作ロケットの製作を依頼されたこともある。合コン通いでもあり、合コン相手からメールが来ることも。『世界征服』なる曲を作詞・作曲したが、実際は『もしもピアノが弾けたなら』の替え歌であった。また、『征服』なる曲も作詞・作曲したが実際は『接吻 -kiss-』の替え歌であった。2014年4月に消費税が8％へ増税されるのに伴い、機械獣の製作が困難となり、Dr.ヘルは世界征服作戦中止を指示した。彼の根城は海底要塞サルードではなくバードス島と呼ばれる島にある。

#### 鉄仮面軍団
あしゅら男爵の部下の一般兵達。皆同じ仮面をつけている。広島県などの地方出身者が多く、それゆえに広島東洋カープ（以下広島）ファンが多い。そのため、巨人軍宮崎キャンプを襲撃した上で、広島からフリーエージェントでへ移籍した大竹寛や元広島の川口和久コーチを誘拐して広島に戻そうと計画したこともある。新入兵がある程度増えると業務説明を行っているが、職務内容をあしゅら男爵のサポート業務だと説明していた。定期的に給料が支払われており、振込先は三井住友銀行のような合併した銀行を勧めるなどしていた。作戦前には長期戦に備えて食事を多めに取る。あしゅら男爵の前では従順だが、影では世話するの面倒だと愚痴をこぼしたり、「アイツ」、「あしゅら」などと呼び捨てにしている。携帯にあしゅら男爵の番号を登録する際には本名を使わずに、偽名で登録している。ストレス解消の為「ZIP!deポン!」も毎朝参加しているが、ハズレの時は途端にふてくされて職務意欲をなくす。皆同じ仮面や衣装を身に着けているが、性格はさまざまである。一方で世界征服に対する意欲を見せておらず、マジンガーZIP!は何で攻撃してくるかで昼食を賭けたり、あしゅら男爵（男性側）とグルになって機械獣を操る杖に洗濯物を干したり朝顔の添え木にしたり、つっかえ棒代わりにしたこともある。他にもあしゅら男爵の体が男性と女性が半分ずつであることからピザのハーフ＆ハーフみたいだと言ったり、ガラダK7で六本木や原宿に現れた際に偶然居合わせた地味なえんじ色のアロハシャツを着ている人をBEGINのキーボードの人 と間違えたこともある。他にも六本木襲撃の際にその場に居合わせた大きなサングラスをかけた人をあゆの婚約した人と間違えたこともあり、下北沢で偶然居合わせたふわーっとした髪の女性をSEKAI NO OWARIのピアノの人と間違えた事もある。光子力研究所盗聴作戦では、『毒蝮三太夫のミュージックプレゼント』（TBSラジオ）やスピードラーニングを聞いていた兵員もいたが、最終的には弓教授がエアロスミスをカラオケで熱唱しているところの盗聴に成功している。サッカー日本代表誘拐作戦の際には、選手のガードが堅く誘拐できなかったため、元日本代表の前園真聖を誘拐してきたこともある。誘拐作戦ではターゲットに作戦中に殴られることも多く、プロボクシング世界王者誘拐作戦では山中慎介を、荒れる成人式会場からの新成人誘拐作戦では問題のある新成人をそれぞれ殴られながらも誘拐した。田中将大投手誘拐作戦では、準備段階で誘拐してきた際に田中投手よりも、ハロー!プロジェクトファンが多い兵員が多いことから里田まいの情報を聞こうとしていた。また、マジンガーZIP!の時間差襲撃作戦の作戦会議の際には、作戦よりもあしゅら男爵の身体に関する質問 ばかりしていた。あしゅら男爵がLINEで作戦の確認を行った際も、あしゅら男爵からの作戦確認メールそっちのけで合コンのセッティングをしていた。音楽ライブではあしゅら男爵と押し問答することが多く、ロックフェス破壊作戦でも、ターゲットをフジロック・フェスティバルかサマーソニックかで揉め、襲撃日でも出演アーティストがらみで押し問答し、サザンオールスターズ復活ライブでもどのタイミングで襲撃するかで押し問答していた。ポール・マッカートニー来日公演の襲撃計画は鉄仮面側から提案されたが、あしゅら男爵がポールのファンであり、プラチナチケットを手に入れたので襲撃しないよう懇願したため「お前、藤田朋子か?」と突っ込んでいた。『ローン・レンジャー』フィルム強奪計画では、フィルム媒体の種類 や、どのシーンをターゲットにするかをあしゅら男爵に質問した上で、フィルム強奪後に映画を見ようとしていた。地下帝国の「悪の大運動会」では、二人三脚で散々屁理屈を言っていたあしゅら男爵に呆れていた。その一方であしゅら男爵がダブラスM2で富士山を破壊しようとした際には、作戦が決行された時期が富士山が世界遺産に登録される直前ということもあって地下帝国のツイッターが炎上するのを恐れていた他、富士山破壊作戦に抗議したり、日本テレビ爆撃計画に反対するなど正義感を見せたこともある。グラビアアイドル好きな兵員も多く、Dr.ヘルがアイドルに関するコメントを年頭の言葉として言った際にはあしゅら男爵（男性側）と共に賛同していた。新年会も4人（あしゅら男爵と鉄仮面兵3人）で予約しようとしたところ、女性側が反対した為5人（あしゅら男爵〈男性側・女性側〉と鉄仮面兵3人）で予約しようとしたことも。あしゅら男爵はソチオリンピックや2014ワールドカップブラジル大会壊滅作戦を提案したが、鉄仮面兵は世田谷ボロ市や千葉県館山市で開催される寒中水泳大会襲撃作戦を提案していた。地方のご当地グルメにも興味がある兵員も多く、さっぽろ雪まつり襲撃作戦では、作戦そっちのけでカニばかり食べていた。あしゅら男爵の女性側と男性側が世界征服の方針を巡って対立した際には、女性側から「もし自分（女性側）とこの人（男性側）が別れたらどちらについて行くか」で多数決をとらされた際には、どちらについて行くかよりも、「（2人が合体している為）そもそもどうやって別れる（分かれる）のかと思っている」、「逆に別れる（分かれる）ところを見てみたいと思っている」、「別れる（分かれる）ところを動画に撮ってYouTubeにアップする」、「とにかく興味がない」といった選択肢に全員手を挙げていた。Dr.ヘルの地球征服作戦中止の後には、「光子力ロボット村」であしゅら男爵を型どった2色パンを販売している。
熟女好きの兵員
新米の兵員。先輩にあしゅら男爵と話すと緊張すると打ち明けていた際にあしゅら男爵（女性側）のことを「綺麗」、「一緒にいるとドキドキする」、女性側のことを美人、真琴つばさに似ていると告白して他の鉄仮面兵たちに引かれていた。ちなみに韓国の新しい女性大統領が好みのタイプらしい。
サッカーに詳しい兵員
サッカーに詳しく、広島県立広島皆実高等学校で1年からAチームでサッカー選手の森重真人は高校の後輩だったらしい。前園真聖とサッカーのフォーメーションについて討論していたが、逆に彼に関連用語を質問される羽目になる。2013年12月7日（日本時間）に行われた2014ワールドカップブラジル大会抽選会直前には、あしゅら男爵から2014ワールドカップブラジル大会を楽しむための知識を聞かれたが、あしゅら男爵がダイアゴナルの名前を間違えまくったため、「あの人に聞けばいい。」と言ったが、「今それができない からアンタに聞いてるの。」と女性側に言われてしまった。この兵員と同一人物化は不明だが、前園とシステムについて討論したこともある。
くすぐり攻撃に弱い兵員
休憩時間中に散歩している最中に甲児とさやかに遭遇し、ボディチェックをされるが体を触られるたびに笑っていた。
ジブリ映画好きの兵員
他の兵員とジブリについて談議していたが、周りに合わせるだけで一番好きな作品や好きな名場面を聞かれても他の兵員と同じと言うだけであった。最終的にはジブリ映画は見たことないがZeebraは好きと言い出す始末だった。
ガラケーからスマホに切り替えた兵員
ガラケーからスマホに切り替えたはいいが、何年間もガラケーだったためスマホを全く扱えず、メールが打てないどころか音声入力での検索もできずにいた。そのため、他の兵員が先にネットで調べていた。
宇宙に行かされた兵員
あしゅら男爵に宇宙ロケットの試作機に乗せられて強引に宇宙に行かされた兵員。最初は嫌がっていたが、宇宙から帰還した際に雰囲気が変わり悟りを開いていた。
元ホストの兵員
新しく入った見習いの兵員。甲児を攫った際に彼に毒薬を、あしゅら男爵が風邪をひいた際には、兵員が調製した風邪薬をあしゅら男爵にそれぞれ飲ませようとしていたが、甲児やあしゅら男爵がなかなか飲まなかったため、先輩から飲ませるように言われるが、ホストクラブで行うような掛け声をかけるばかりだった。ラーメン店ではあしゅら男爵に対して掛け声をかけ、スープを何とか飲み干させることに成功した。
光子力研究所に侵入した兵員
深夜に光子力研究所に侵入し、弓教授の自室の机の引き出しの中身を盗み出そうとしたが、盗み出した物はインクの出なくなった蛍光ペン、寿司に付いている醤油、無くしたと思っていた片方の靴下、M-1グランプリ2006の自分なりの採点表などであった。
年賀状を書くよう迫る隊員
バラスK9のプロジェクター投影を利用しての六本木襲撃作戦中に、年賀状を出すのを忘れていたのにようやく気付き、あしゅら男爵に年賀状を書くように迫った。女性側は年賀状を書いたものの、男性側が「一言書いたほうがいい」と付け加え、最後は光子力研究所を襲撃しに行くついでに年賀状を投函した。
荒れる成人式会場から新成人を誘拐した隊員
あしゅら男爵が新戦力として、荒れる成人式会場から問題行動を起こしている新成人を誘拐することを計画した。鉄仮面兵は作戦の概要を見ただけで恐怖のあまり作戦を拒否したが、あしゅら男爵に強引に海底要塞サルードから海上へ投げ出された。最終的には新成人に殴られながらも誘拐に成功した。
甥っ子が受験生の兵員
甥っ子が受験生（2014年1月時点）であったため、デイモスF3を使い日テレに爆弾を投下させる作戦ではあしゅら男爵がNGワードを発言しようとした為、後輩と共に作戦に反発していた。
さっぽろ雪まつり襲撃作戦に派遣された兵員（2人）
アブドラU6を雪で囲った上で、さっぽろ雪まつり襲撃作戦を実行するために派遣された。兵員達は完璧に準備しようと週末から現地入りしていたが、作戦そっちのけで札幌市内でカニやイクラの食べ放題を楽しんでいた。その結果、アブドラU6は下半分しか雪で囲えなくなり、凍結で発進不可能となってしまった。
広島県出身の兵員
普段は標準語を使っているが、作戦中に広島弁を使うこともある。広島東洋カープのファンであるため、ピッチャーの大竹寛やコーチの川口和久が巨人に移籍したことにムカついており、巨人軍キャンプ襲撃計画では、彼らを誘拐して広島に戻そうとしていた。さらには元広島のニューヨーク・ヤンキースのピッチャーの黒田博樹を誘拐して広島へ戻すこともも計画していた。ダブラスM2による広島襲撃作戦では、広島駅新幹線口に知り合いが経営している店があったり、広島駅在来線ホームにうまいうどん屋があると甲児に案内していた。
光子力研究所への潜入を志願した兵員
光子力研究所へ潜入し、マジンガーZIPの設計図を盗み出す作戦に「男に産まれてきたからにはデカイ仕事がしたい」という理由で志願したが、直後にあしゅら男爵（男性側）に借りてた8千円を返そうとしたが、1万円札しかもっていなかった為、男性側は「最後になるかもしれないのにお金多くとれない」として受け取らなかった。お金の貸し借りの事で光子力研究所への潜入作戦が進まなかったため、女性側から「早く行きなさいよ!」と言われていた。
あしゅら男爵（男性側）に5千円貸した兵員
男性側に5千円貸しており、上記の光子力研究所への潜入を志願した兵員が男性側にお金を返す際に自分が1万円を貰って5千円を男性側にキャッシュバックすることを提案していた。その際に100円玉が入っても良いかと聞いたが、男性側は「財布がかさばるから」という理由で受け取らなかった。
2千円札を持っている兵員
あしゅら男爵（男性側）から千円札を持っていないかと聞かれ、2千円札しか持っていなかった為、男性側や上記の2人の兵員から「今時珍しい」と言われていた。
さやかを誘拐しようとした兵員
さやかを誘拐しようとしたが、彼女から白髪混じりの鼻毛が出ていることや指先にみかんの汁が着いている事、喋ると口の横に唾が溜まる事を指摘され、誘拐を断念している。
ミック・ジャガー役の兵員
ローリング・ストーンズ来日公演にかこつけてのミック・ジャガー誘拐作戦をシミュレーションするために、あしゅら男爵に指名された。彼の母はミックと年齢が同じである。外国人タレントのようなカタコトしゃべりでキース・リチャーズにうどんの出汁を分けてもらおうとしたり、膝を痛がりながら年金をもらいに行こうとしたりする小芝居にあしゅら男爵の不興を買った。
※以下は「あしゅら男爵の悩んで半分笑顔で半分」に登場した兵員。
既婚者である兵員
「あしゅら男爵の悩んで半分笑顔で半分」の第1回にゲストとして登場した兵員。毎晩寝る前にウルトラセブンを1話ずつ見ており、妻から主題歌は飛ばすようにしつこく言われている。そのため毎回大喧嘩しているらしい。あしゅら男爵からは「奥さんも一緒に楽しめる番組を見たら?」と言われていた。
彼女がプチ整形した兵員
「あしゅら男爵の悩んで半分笑顔で半分」の第2回にゲストとして登場した兵員。彼女が何の相談もなしにプチ整形したことを愚痴っていた。あしゅら男爵からは「些細なことから気づいてもらえる部分を増やしていけばいい」と言われていた。
キャバ嬢の彼女がいる兵員
「あしゅら男爵の悩んで半分笑顔で半分」の第3回にゲストとして登場した兵員。彼女をキャバクラで指名する有名な役者 をテレビで見るとストレスが半端ではないためどうしたらいいかと相談していた。あしゅら男爵からはその役者に負けないように頑張れと言われていた。

### その他
ボス
光子力研究所の近くに住む番長。ボスボロットの操縦を担当。シローのラジコンカーを取り上げたり、シローやヌケ・ ムチャからお年玉などの金銭を取ろうとする、マジンガーZIP!に「バカが乗っています」と落書きするなど悪行を働く一方で、マジンガーZIP!の稼働時の騒音や歩行時の問題を提起したり、生意気な発言をしたシローを懲らしめるなど真面目な面もある。光子力研究所を見学した際には、弓教授が勝手に置いたメカを触ろうとして殴られたこともある他、ヌケとムチャの3人でマジンガーZIP!を乗っ取った上で、ガラダK7に戦いを挑みカンチョー攻撃で倒したこともある。シローとヌケ・ムチャのお年玉の使い道が株式投資と聞いたときは甲児共々呆れ返っていた。さやかに惚れており、シローやヌケ、ムチャが大人顔負けに恋愛を語っていた際には「お前ら女の敵だ」と彼らを殴りつけていた。しりとりが得意だが、覚えている外来語はムーンサルトプレスやシャイニング・ウィザードなどの武藤敬司の得意技しか覚えていない。
ヌケ / ムチャ
ボスの子分で、いつも3人一緒に行動している。赤いシャツを着て鼻水を垂らしている方がヌケで、黄緑色のシャツを着て小柄な方がムチャ。ムチャの家族（主に母、祖父）は、マジンガーZIP!の騒音で眠れなかったり、歩行時の足跡に雨水がたまってできた水たまりに落ちてびしょ濡れになるなどマジンガーZIP!の被害によく遭っている。2014年のお年玉の使い道はシローと同様に株式投資に使い、ボスに巻き上げられた金銭の元手を取り返している。シローと共に恋愛について大人顔負けに語ったこともある。
有名人にそっくりな人
BEGINのキーボードの人にそっくりな人
常に地味なえんじ色のアロハシャツを着ている。六本木や原宿で鉄仮面兵に毎回「BEGINのキーボードの人」と間違えられているが、毎回違う人物である。当初は甲児やあしゅら男爵も本人だと思っていた。
あゆの婚約した人にそっくりな人
大きなサングラスをかけた外国人風の人物。あしゅら男爵がガラダK7で六本木を襲撃した際に偶然居合わせた為、あしゅら男爵が英語で「Excuse me,あ〜、あ、あゆみ はまさき is fiancée?」と質問したが、実際は六本木周辺でケバブを販売している人だった。
SEKAI NO OWARIのピアノの人にそっくりな人
あしゅら男爵がアブドラU6で下北沢を襲撃した際に居合わせたふわーっとした髪が特徴の女性。あしゅら男爵が本人かどうか確かめたが、ヴィレヴァンの向かいの大関でレジを打っている人であった。
『ローン・レンジャー』の登場人物
ローン・レンジャー、トント（いずれもそっくりさん）
地下帝国が計画している映画『ローン・レンジャー』のフィルム強奪計画を阻止するために、弓教授が通訳付きで呼んだローン・レンジャーとトントのそっくりさんでなおかつアーミー・ハマーとジョニー・デップの影武者のものまねタレント「レンジャー・網浜」と「ジョニー・デプ彦」。新宿にあるキサラに出演するのが夢。甲児は当初はローン・レンジャー役のアーミー・ハマー本人とトント役のジョニー・デップ本人だと思っており、弓教授は「あくまでローン・レンジャーとして接してくれたまえ」と言ったために、そっくりさんであることをうっかりばらしてしまったが、それでも甲児はそのことに気づかなかった。光子力研究所に現れた当初は英語での直接のコメントはなく、コメントを通訳にヒソヒソ話をしながらコメントしていた。さらに甲児はあいうえお作文でも回答しなかったために、トントのそっくりさんから斧を投げつけられる羽目に。マジンガーZIP!&アフロダイAとガラダK7との戦闘中でも、2人は戦闘そっちのけで富士登山を楽しむ、甲児にどこかおいしいお店はないかと尋ねる、あしゅら男爵にジョニー・デップのサインをちらつかせた上で遠くに投げ飛ばすなどの演技で甲児とあしゅら男爵を翻弄した。
※以下は全て本人役。
日本テレビアナウンサー
桝太一
マジンガーZIP!の操縦体験リポートを行ったり、あしゅら男爵のインタビューに成功した男性アナウンサー。マジンガーZIP!の操縦体験リポートでは、リポート中にガラダK7と遭遇したが、操縦者が桝と判明したあしゅら男爵は桝の悪口を連発し、さらには「上重の方がまだまし」と発言したため、桝は逆上してガラダK7に向けてブレストファイヤーを発射して倒した。あしゅら男爵との録画インタビューでは、最初のインタビューで女性側を差し置いて男性側をメインにインタビューを行ったために、女性側は憤慨してしまった。2回目のインタビューの際にもテープ交換中およびあしゅら男爵のメイク直し中に桝はバードスの杖を手にした途端に先端部を破損させた上、アブドラU6の発進が不可能となってしまった。そのため桝はあしゅら男爵や鉄仮面兵から責め立てられる羽目に。
馬場典子
弓教授やあしゅら男爵のインタビューに成功したり、光子力研究所のレポートを行った女性アナウンサー。インタビューの内容や受け答えによっては機嫌を損ねたりキレたりすることもあるなど短気である。弓教授へのインタビューでは、光子力エネルギーは実在するのかという証拠を問い詰めたり、マジンガーZIP!の動力源は単三乾電池ではないかという噂を弓教授にぶつけていた。さやかは年齢は28歳と思っていた。あしゅら男爵とのインタビューではあしゅら男爵から逆に男性側と女性側との分かれ目や、結婚時期について質問を受け、結婚に関しては「それが分かれば苦労しません!」と逆上する始末だった。
徳島えりか
光子力研究所における虚偽表示事件の緊急記者会見に出向いて記者会見をレポートした女性アナウンサー。徳島は弓教授や三博士の会見の内容に呆れてしまい、レポートを途中で打ち切った。
前園真聖
キリンチャレンジカップ（ブルガリア戦〈2013年5月30日豊田スタジアム〉、グアテマラ戦〈2013年9月6日長居スタジアム〉）や、国際親善試合（セルビア戦〈2013年10月12日カラジョルジェ・スタジアム〉）直前にサッカー日本代表誘拐作戦を実行したり、キリンチャレンジカップ（ウルグアイ戦〈2013年8月14日宮城スタジアム〉）の日本代表敗戦を受けて、サッカー日本代表監督であるザッケローニ監督に日本代表の攻撃の改善点を伝えたり、日本代表の私生活を聞くために地下帝国が捕まえた元サッカー日本代表選手。前園は前作『おはよう忍者隊ガッチャマン』でもギャラクターにサッカー日本代表誘拐作戦などで捕えられており、再度悪の組織に捕らわれの身となった。地下帝国に捕えられた直後は必ずと言っていいほど海底要塞サルードへ連行される。ブルガリア戦では、ブルガリア戦襲撃作戦の人質で豊田スタジアムへ連れて行かれた。マジンガーZIP!とアフロダイAは、ガラダK7を光子力ビームで倒して前園を救出したのはよかったのだが、前園は取材を行う前にマジンガーZIP!とアフロダイAに「招待券よこせってーの!!」と言われてしまう始末だった。グアテマラ戦でも再度誘拐され、鉄仮面兵から攻撃の改善点についてアドバイスを受け、フォーメーションなどについても討論していた。『グッド・モーニング!!!ドロンジョ』でもドロンボー一味とギャラクター連合軍に捕らわれることになる。
レイザーラモンRG
地下帝国が甲児を捕え、毒キノコであるワライタケを一万倍に濃縮した劇薬を甲児に飲ませた上で、なおかつ甲児に殺人演芸ショーを観賞させるためにあしゅら男爵（男性側）が呼んだお笑い芸人。しかしRGは「あるあるネタ」をノンストップでやり続けたために、あしゅら男爵から「このままでは放送尺内（80秒）で終わらない」や「このままだとZIP!WEATHERが始まってしまう」と呆れかえっていた。その後も東京都知事選挙に出たドクター中松の政見放送やスター・ウォーズのチューバッカのモノマネ、宇宙戦艦ヤマトで美女が出てくる際に流れるBGMの独唱を行ったが、結局甲児ではなく鉄仮面兵が笑っただけであった。
山中慎介
アルベルト・ゲバラとの防衛戦（2013年11月10日両国国技館）直前に、プロボクシング世界王者誘拐作戦を実行するために地下帝国が誘拐したWBC世界バンタム級王者。山中は鉄仮面兵に殴るなどして抵抗したものの、最後には捕らわれの身となり海底要塞サルードへ連行された後に人質とされてしまった。あしゅら男爵からスコアリング などのボクシングのルールや、WBA・WBC・IBF・WBOのJBCが認定する世界王座認定団体4団体などのプロボクシング全般の質問を受けていた。山中はマジンガーZIP!に救出されたが、弓教授に「マジンガーZIP!の戦闘力強化のためにデータを入れたい」と言われ協力したものの、データ取得どころではなくコマネチなどの物まねをされる羽目に。
神奈月
地下帝国による日本テレビ襲撃作戦の際に、偶然居合わせた物まね芸人。あしゅら男爵は井上陽水などの有名アーティストをターゲットにしようとしたが、神奈月はタレントを避難させ、井上陽水や武藤敬司の物まねを行ったり、「ZIP!」スタッフの通報で駆け付けた甲児とさやかに攻撃をくらわされ、地下帝国による日本テレビ襲撃作戦は失敗に終わった。神奈月はその後も石原良純や天龍源一郎、原辰徳の物まねを披露していた。
乙女新党
光子力研究所の一日所長として登場したアイドルユニット。取材陣を引き連れての企画だったが、運悪く当日にマジンガーZIP!はダブラスM2の襲撃に遭ってしまう。甲児は弓教授に作戦を聞き出すが「これは乙女新党の仕事」と言い出し、「お受験ロッケンロール」を歌って応援することに。
椿鬼奴
レイザーラモンRGによる殺人演芸ショーが不評だったことを受けて、地下帝国が甲児を再び捕え、毒キノコであるワライタケを一万倍に濃縮した劇薬を甲児に飲ませた上で、なおかつ甲児に再度殺人演芸ショーを観賞させるためにあしゅら男爵（男性側）が呼んだお笑い芸人。しかし鬼奴は『上沼恵美子のおしゃべりクッキング』（朝日放送）での上沼恵美子の薄いリアクションばかりを繰り返すため女性側から「上沼禁止!」と言われてしまう。その後、再び誘拐したさやかにも劇薬を飲ませた上で鬼奴の芸を見せるが、むしろさやかは自分も芸をものにしたいと思い始めアントニオ猪木のネタを二人でやり始め、あしゅら男爵（女性側）をもそそのかし芸をやらせてしまうことに。

## 登場メカ

### 光子力研究所（メカ）
作戦中はロボットの名前ではなく、甲児とさやかで呼び合うこともある。
マジンガーZIP!
光子力研究所が完成させたスーパーロボット。甲児の乗るホバーパイルダーと頭部を合体してパイルダー・オンして操縦可能となる。全部品が光子力研究所製ではなく、一部に市販部品が使われている。光子力エネルギーを動力源としているとされるが、実はエンジンと単三乾電池数本のハイブリッドで動いており、背中にはブレストファイヤーのエネルギー充填用の家庭用100V電源プラグコードを備えている。大型車両扱いのため、時々車検に出すことがある。大型マニュアルハイブリッドバスと同様の操縦 のため、坂道発進は苦手で、当初は走行安定性は完全と言っていいほど不安定だったが、徐々にではあるが走行安定性も安定してきている。また寒冷地仕様ではないため、冬期のエンジン始動にも難がある。本家と同様、光子力研究所敷地内の汚水処理場の水を割って発進する。飛行能力が備わっていないため当初は空中戦には弱かったが、ジェットスクランダーが装備されて飛行が可能になった。ただ、その大きさ故に様々な問題 が発生し、それによるご近所からのクレームが多い。また、関節技攻撃にも弱い。
初陣ではおニューなのに弓教授が捨てたガムを踏んでしまった他、ガラダK7による最初の光子力研究所襲撃作戦ではパイルダー・オンの際にマジンガーZIP!の頭部に傷がついてしまったためあしゅら男爵（男性側）からカー用品店で自動車ボディ用タッチアップ材を購入して傷を補修することを勧められた挙句に、中古車でいう「修復歴あり」呼ばわりされた。アフロダイAにキスを迫ろうとしたことも。ロケットパンチを撃とうとした際に上手く発射されずに弓教授がマニュアル から原因を捜そうとしたが結局グダグダになってしまった。
マジンガーZIP!の武装は以下のとおり。
光子力ビーム
目の部分から出す光子力エネルギーを使用したビーム。初使用した際、さやかには「男子はすぐそうやってビームを出す」と言われた。
ロケットパンチ
腕をミサイルのように飛ばす。自動蚊取り機能付き。甲児がまだ操縦に慣れていないため、間違って光子力ビームを出してしまったり、頭を下げようとしたら撃ってしまったりする。左腕のみで発射することも可能で、山中慎介を救出する際には、山中のアドバイスで右腕でボディー攻撃を行いながら、左腕でガラダK7目がけてロケットパンチを発射した。ロケットパンチが発射不能となった場合は、電源が入っていなかったりユーザー名やパスワードが入力されていない場合や、ホバーパイルダーの連結部分にほこりが溜まっていると上手く発射できないため、アブドラU6との戦闘では弓教授からこれらのトラブルの対処を求められたが、甲児はこれらのトラブルの対処が出来ずにアブドラU6にコブラツイストをかけられたことも。弓教授が運気を上げるために手のひらに運気の上がる手相をドリルで付けたこともある。
ブレストファイヤー
胸にある放熱板から発射されるビーム。エネルギー充填はマジンガーZIP!の背中にある電源プラグコードを家庭用100V電源に接続して行う。エネルギーを多く消費したり、市販部品を使用しているが故にトラブル時はメーカーのカスタマーセンターへ連絡しなければならないのが弱点で、充填時の消費電力は研究所のブレーカーを落としてしまうほど大きく、エネルギー充填に時間がかかる。万一エネルギーが切れた際に備えて手動バックアップ機能を備えている が、手動バックアップの際の充填方法はホバーパイルダー内にあるスワンボートと同様のペダルで足漕ぎを行いながら行う。充填が不十分な場合や、フィルターに目づまりが出来た場合は発射できない。熱量が高くなおかつ発射量が調整可能なため、弓教授にオーブン代わりにされたこともある。ラッキーカラーはパープルである。
ルストハリケーン
口のスリットから強風を出し攻撃する。エアコンと同じシステムを使用しているため、送風機能の他にもドライ運転機能（マイナスイオン送風機能付き）も装備する。こまめなフィルター清掃は必須で、フィルター清掃を怠ると異臭を発してしまう。弓教授は最初はルストハリケーンのボタンではなく、ホバーパイルダーのリクライニング機能、ボタンを押せば電流が流れる、マジンガーZIP!を初期設定に戻すボタンしか教えなかった。弓教授は「美木良介のロングプレスダイエット」でダイエットしたことをいいことに、ルストハリケーンのパワーアップ訓練に「ロングプレスダイエット」を応用していた。
カンチョー攻撃
機械獣をカンチョー攻撃で倒すことが出来る。操作方法はボスしか習得しておらず、それを見た甲児は呆れかえっていた。
ジェットスクランダー
飛行が出来ず、なおかつ空中戦で苦戦しているマジンガーZIP!を、飛行可能でかつ空中戦で有利にするために、スミス博士が開発した装備。スクランダー・クロスすることによりマジンガーZIP!の飛行が可能になり、それに伴い国内各地への移動も可能になると同時に、ホバーパイルダー内では国際線旅客機と同様のサービスを受けられる。しかし、スクランダー・クロスと同時に弓教授・さやか・スミス博士が出演した上で「ねじが外れているため飛行中に揺れる事があります」と紹介するセーフティビデオが流れたり、ジェットスクランダーにさやかがAmazonで購入した商品の箱が積載されていたり、ビデオオンデマンドサービスも映画の続編 しか見られないなどいい加減な装備が多い。スミス博士が描いたイメージイラストは子供のお絵かきレベルのもので、三博士はスミス博士のイメージイラスト通りに完成させてしまった。シローは本家と同様のイメージイラストの他にも、ピカソバージョンのイメージイラストも描いていた他、ダリ風や草間彌生風のイメージイラストも描いていた。試験飛行においても、最初の試作機ではコントロールが利かずに光子力研究所に突撃し、モニターを突き破って指令室内に飛び込んでしまった。本家と同様のデザインでは墜落することがあり、試験飛行ではマジンガーZIP!とのスクランダー・クロスに失敗し、誤ってドン・キホーテに行く途中だったボスボロットとスクランダー・クロスし、ボスボロットは地上に降下出来なくなってしまい墜落した他、飛行訓練においても、ホバーパイルダーに『ONE PIECE』と『こち亀』全巻 を積載したためにバランスを崩してしまい、さやかが『ONE PIECE』59巻 を借りていたためにコントロール不能となり、挙句の果てにマジンガーZIP!は墜落してしまった。ダブラスM2による地方都市襲撃作戦では、襲撃のターゲットまで直接飛行し、鴨川シーワールドや広島駅新幹線口に降り立ったことも。アブドラU6による光子力研究所襲撃作戦においては、光子力研究所構内しか飛行しなかったために、アブドラU6とアフロダイAに馬鹿にされる羽目に。
※以下は弓教授が勝手に付けた機能。
物まね機能
ホバーパイルダーの操縦席にあるパネルの数種類あるボタンと操縦桿の操作で、コマネチや弾丸ジャッキー、高田純次がよくやるダンスなどの物まねを行う事が出来る。
番組録画機能
ホバーパイルダーの操縦席にあるパネルのボタンを押すことによって、外出先でもテレビ番組を録画することが出来る。
イルミネーション機能
ホバーパイルダーの操縦席にあるパネルのボタンを押すことによって、マジンガーZIP!の頭部が点灯し、四季に合わせたイルミネーションを点灯させることが出来る。
初期化機能
ホバーパイルダーの操縦席にあるパネルのボタンを押すことによって、マジンガーZIP!の各種設定を初期化することが出来る。ただ、復元には手間がかかる。
ところてん・かき氷製造機能
ルストハリケーンの送風スリットを利用して、ところてんやかき氷を作ることが出来る。
効果音機能
光子力ビームを発射と同時に効果音も流れる。3パターン が用意されている。
マルチカラーマジンガーZIP!
さやかがオーダーメイドのスニーカーを購入した事をいいことに、弓教授がマジンガーZIP!にカラフルな塗装を施した。しかし、弓教授やガラダK7からは「センスがない」や「目がチカチカする」などと不評で、しかも塗装の乾燥は不完全だった。
マジンガーZIP!専用ハロウィーン用マスク
弓教授がハロウィーンに合わせて、マジンガーZIP!のハロウィーン仮装用に製造したカボチャ形のマスク。機械獣が六本木に現れたとの情報があり出撃しようとしたが、サイズが大きいが故にパイルダー・オンがうまく出来ず、さらには重さで走行安定性が著しく低下することになった。しかし最終的には六本木には機械獣は現れず、弓教授による客寄せのためのドッキリと判明した。
童話読み聞かせ用スピーカー
ホバーパイルダー内にあるピンクのボタンを押すことで、マジンガーZIP!の腹部からスピーカーが出現し、弓教授によるアンデルセン等の童話の朗読が光子力研究所の指令室から流れる。オフホワイトのボタンを押すと、田中毅アナウンサーによる童話の朗読が流れる。
絵画風カラーマジンガーZIP!
シローが描いたジェットスクランダーのイメージイラストにピカソバージョンがあった事をいいことに、弓教授がマジンガーZIP!をピカソ・ダリ・草間彌生風の絵画風に塗装変更を行った。
ゆるキャラ風マジンガーZIP!
弓教授がマジンガーZIP!をゆるキャラ風にした上で関連グッズを発売することを提案した。甲児は「操縦することで好感度がアップする」と期待し、弓教授は三博士に対しマジンガーZIP!をゆるキャラ風に改造することを指示した。しかし、仕上がりを見た甲児は呆れてしまい、海底要塞サルードから偵察していたあしゅら男爵も作戦中止を指示するなど呆れ返っていた。その後は捨てるのが勿体ないという理由で光子力研究所にマジンガーZIP!が車検の際の代替として置かれている。マジンガーZIP!同様ブレストファイヤーが発射できるが、音声入力である上に、語尾に「〜だZIP!」と付けないと作動しない。さらに攻撃は発射出来たり出来なかったりするが、たまに発射に成功すると威力が10倍になる。
自動操縦機能
弓教授が何かあった時のためのバックアップ用に搭載した機能。人工知能の「スーパー甲児君」がサポートをする。スーパー甲児君は尊大で生意気な発言が多いため、甲児は当初は実際の戦いの役に立たないと反対していたが、スーパー甲児君は甲児が弓教授に対して長々と文句を言っている間に機械獣が街を破壊していることを指摘したり、機械獣に対して決め台詞を言っている最中にブレストファイヤーで止めを刺すなど甲児よりも役に立っており、弓教授や三博士は甲児の方を契約社員にしようと話していた。
※以下の機能は「マジンガーZIP!最強化計画 こんな機能がほしかった」のコーナーで付けられた機能。
炊き出し機能
第1回目の放送でさやかのアイデアで付けられた機能。パイルダー・オン前のマジンガーZIPの頭部を利用してカレーなどの炊き出しができる。炊き出し能力は、カレーライスが炊きだされた場合は5000食が準備でき、石原軍団の炊き出し能力を上回る。
ドライバー・指差し棒換装機能
第2回目の放送で鉄仮面兵のアイデアで付けられた機能。ロケットパンチの腕をプラスとマイナスのドライバーに換装できる。通常のドライバーと同じように使用できるが、換装に2時間かかり、面倒な場合は備え付けの通常サイズのドライバーを使用した方が早いなど使い勝手は悪い。弓教授はロケットパンチを明石家さんまの指差し棒（『恋のから騒ぎ』でさんまが持っていた棒）に換装するアイデアを出していた。
ホバーパイルダー
甲児の操縦する小型ホバークラフトであり、垂直離着陸機である。リフトファンのついた翼を上方に折りたたみ、「パイルダー・オン」の掛け声と共にマジンガーZIP!の頭部に合体してコクピットとなる。下部にはパイルダー・オン時のロケットエンジンを装備。操縦方法は自動車のマニュアル車と同様で、マジンガーZIP!のエンジン始動用にボタン式とオートバイと同様のキック式のセルスターター2種を装備する。定員は1名だが、ボス・ヌケ・ムチャに乗っ取られた際は定員オーバーである3人で乗り込んでいた。弓教授にパネルのボタンを押すとホバーパイルダー内部に風船が膨らむというリアクション芸が楽しめる機能や、ボタン一つでシートがリクライニング出来る機能 を付けられてしまった。
アフロダイA
さやかが操縦する女性型のロボット。女子目線で操縦する。万が一を考慮し、唇のあたりは物凄く軟らかく作られている。さやかはブラジリアン柔術を習得し、腕挫十字固や三角絞め、オモプラッタなどをかけている。弓教授に小顔メイクを施されたり、腰のくびれを出すようにリファインされたこともあった他、ビキニを着用してガラダK7と戦ったことも。
アフロダイAの武装は以下のとおり。
光子力ミサイル
両胸から出すミサイル。年頃の男子にはちょっと刺激が強く、弓教授はさやかの成長に合わせミサイルのサイズも大きくするつもりだが、さやかは「必然性があると撃ちます」とノリ気。アニマル浜口のデータを入力された際にはガラダK7目掛けて発射したつもりが、発射コースから外れてしまった。
※以下は弓教授が勝手に付けた機能。
格闘家データ入力機能
弓教授がアフロダイAに対して、往年のプロレスラーやプロボクサーのデータを入力して戦闘力パワーアップを図るべく、アントニオ猪木・アニマル浜口・具志堅用高のデータをインプットしたが、猪木と浜口に関してはプロレス引退後のデータを入力してしまった他、具志堅に至ってはWBA世界ライトフライ級王座時代のデータではなく、「チョッチュネ」しか言わないデータを入力してしまい、挙句の果てには1980年代に具志堅の物まねをやっていた片岡鶴太郎のデータ も入力してしまった。
ボスボロット
ボスが三博士に依頼して製作したロボット。自動車と同じハンドルが備わっており、そのため操縦方法は自動車と同様。定員は3名。武装は施されておらず、なおかつ三博士は本田翼のことしか考えておらず、ボスボロット自体の武装の開発自体をしていない。再登場のたびにボスはボロットビームやボロットファイヤーなどの武装が装備されるなどの改良が施されたと思い込んでいたが、装備されていなかったため発射できなかった。体当たり攻撃で機械獣に戦いを臨んだものの、ガラダK7のミサイル攻撃やダブラスM2のレーザー攻撃であっけなくやられてしまった。ジェットスクランダーと誤ってスクランダー・クロスした事も。

### 地下帝国（メカ）

#### 機械獣
操縦はあしゅら男爵が持っている杖で行う。材料費を工面して制作していた。光子力研究所（富士山麓周辺）や、六本木や原宿などの都内、東京湾周辺や群馬県前橋市、千葉県鴨川市などの首都圏、豊田スタジアム、さっぽろ雪まつり会場、鳥取県米子市、広島市などの中国地方などに出没する。
ガラダK7
地下帝国が最初に建造した機械獣であり、頭部に巨大な鎌を備え、骸骨を象った頭部を持つ。最初に研究所を襲った機械獣でもある。鎌を武器に使うこともあり、目からミサイルも発射する。首都高速3号線を破壊したことも。都内襲撃作戦と見せかけて、都内と房総半島を往復するというかく乱作戦を取ったことや(実際はムーンウォークの練習)、最初の研究所襲撃作戦ではガラダK7とマジンガーZIP!とアフロダイAとの口論となった挙句、逆上したマジンガーZIP!に光子力ビーム攻撃を受け、2回目の作戦でも、甲児の操作ミスで光子力ビームとロケットパンチ攻撃をそれぞれ受けてしまい、キリンチャレンジカップブルガリア戦襲撃作戦やローン・レンジャー誘拐作戦でも、マジンガーZIP!にそれぞれ光子力ビームやブレストファイヤーで倒された。また関節技攻撃 やカンチョー攻撃、お色気攻撃にも弱く、東京湾襲撃作戦では、アフロダイAのビキニ姿での悩殺作戦で鎌が外れた挙句に、砂浜に埋められた。マルチカラーマジンガーZIP!との闘いではパンチをした際にマジンガーZIPの塗料が付着してしまう羽目になる。寒さでエンジン始動が出来なくなったマジンガーZIP!のエンジン始動を押しがけで助けたものの、マジンガーZIP!にブレストファイヤーで返り討ちされた。Dr.ヘルの地球征服中止宣言以降は、マジンガーZIP!と「ロボット漫才ライブ」のアトラクションを行っている。
ダブラスM2
地下帝国が2番目に建造した機械獣。左右に2つの顔や2つの首を持ち、口からレーザーを発射する。胸部が強固に出来ているため、マジンガーZIP!のロケットパンチ攻撃も通用しない。特に地方都市襲撃作戦に出没し、地方都市襲撃作戦の際の移動は一般道を使っている。Dr.ヘルは首に洗濯物を干したり、引越が楽になる（特に重量物の運搬）と考えたり、夏季には蜜を塗った上でカブトムシやクワガタムシを捕獲できるなど万能的に使える機械獣と考えているらしい。富士山を破壊しようとした際には、あしゅら男爵（女性側）と鉄仮面兵が富士山を破壊するかしないかで口論になり、最終的には男性側の仲裁で間一髪のところでマジンガーZIP!に倒されたということになり、ブレストファイヤーで倒された。前橋襲撃作戦では、マジンガーZIP!が来る前に前橋市内を夕方まで破壊しまくったため最終的には破壊する建物がなくなり、挙句の果てにはマジンガーZIP!に対して「敷島公園近くの国道17号沿いにいる」とナビゲーションしたり、前橋名物である鶏めし弁当を買ってくるよう頼んだこともあった他、鴨川襲撃作戦では、鴨川バイパスの渋滞で鴨川シーワールドに到達できず、マジンガーZIP!に対して「ODOYAの近くにいる」や「おらが丼ののぼりが道沿いに立っている」とナビゲートした。米子襲撃作戦では、米子市郊外の大山山麓に降り立ったため、破壊する建物は皆無に等しく、マジンガーZIP!に対して『ゲゲゲの鬼太郎』のキャラクターを冠した米子市の主要交通機関（米子鬼太郎空港、境線など）を案内する羽目に。広島襲撃作戦では、厳島神社に降り立ったために、「世界遺産を破壊するのはまずい」と作戦を断念している。
デイモスF3
地下帝国が3番目に建造した機械獣。両側についた翼で飛行可能で、空中戦でマジンガーZIP!を苦しめている。最初のデイモスF3による研究所襲撃作戦ではマジンガーZIP!との戦闘前に、弓教授はさやかと三博士で戦闘そっちのけで食事会を行ったが故にマジンガーZIP!はすねてしまい落ち込んでしまう。そのため、戦闘どころではないばかりかマジンガーZIP!の相手にもされず、デイモスF3はマジンガーZIP!に同情していた。再登場時は、弓教授はマジンガーZIP!に音声認識で操作できる機能を付けて、マジンガーZIP!はデイモスF3と戦おうとしたが、音声認識機能は全く機能せず、最後は弓教授、アフロダイA、デイモスF3が仕掛けたドッキリであることが判明した。爆弾を吊り下げて『ZIP!』生放送中の日本テレビを上空から爆撃しようとしたが、受験シーズンという事もあり、あしゅら男爵が受験生に対するNGワードを発言しようとしたため鉄仮面兵の猛反発に逢い断念している。
アブドラU6
地下帝国が4番目に建造した機械獣。古代エジプトの兵士を思わせるデザインを持っている。関節技攻撃が得意。あしゅら男爵と桝太一とのインタビューで初披露された。あしゅら男爵は桝の前でアブドラU6の発進を披露するはずだった。しかし桝がバードスの杖を破損したため、初披露時の発進が出来なくなってしまった。その後マジンガーZIPとの戦いでは関節技で戦っていた。Dr.ヘルによってエコーの効いたマイクが搭載され、カラオケを歌唱することが出来るようになったが、腕前はまずまずである。ゆるキャラ風マジンガーZIP!を見ただけで呆れ返った挙句に、戦闘の相手にもしなかった。さっぽろ雪まつり襲撃作戦では雪像になりすまして会場襲撃を企んでいたが、現地に派遣された鉄仮面兵達が作戦そっちのけでカニやイクラの食べ放題をしていた為、下半分しか雪で囲えなかった上に凍結して発進不可能となってしまった。
バラスK9
地下帝国が5番目に建造した機械獣。空中戦が得意。両腕・両足にクサビが付いており、それを回転しながら攻撃することが可能。そのためマジンガーZIP!を空中戦で苦戦に追い込んでいる。バラスK9本体を海底要塞サルードに留置した上で、バラスK9のプロジェクター投影を利用して六本木襲撃作戦を企てたことも。

#### その他
宇宙侵略用試作ロケット
あしゅら男爵が宇宙空間からの攻撃を容易にするために、Dr.ヘルに製作を依頼した試作ロケットで、定員は1名。鉄仮面兵は試作ロケットということで搭乗を嫌がっていたが、あしゅら男爵が「悟りが開ける」と説得されて強引に搭乗させられ、打ち上げは成功した。その後、地上への帰還後に「悟りが開けた」 とコメントしていた。
謎のカプセル
Dr.ヘルが光子力研究所襲撃作戦の際に、万が一のことを考え地下帝国に携帯させたカプセル。鉄仮面兵が投げたところ、Dr.ヘルが出現し、その場で世界征服中止を指示した。

## 不定期で行われているコーナー

### マジンガーZIP!最強化計画 こんな機能がほしかった
弓教授がマジンガーZIP!をパワーアップさせるべく、視聴者からマジンガーZIP!の新機能のアイデアを募集するというコーナー。このコーナーが放送される際は「マジンガーZIP!最強計画!」などのサブタイトルが付く。2回目はなぜか敵であるはずの鉄仮面兵が登場した。

### あしゅら男爵の悩んで半分笑顔で半分
不定期であしゅら男爵がMCを務める相談コーナー。前作『おはよう忍者隊ガッチャマン』の「ベルク・カッツェの気ままにBAD MORNING」に相当するコーナーで、このコーナーが放送される際は「あしゅら男爵からのメッセージ」などのサブタイトルが付く。第3回目までは鉄仮面兵のお悩み相談を行っており、4回目以降は一般視聴者からの相談 を紹介している。最後はあしゅら男爵が視聴者に対して「お便り待ってまーす」と締める。

## 関連用語
光子力研究所
富士山麓にある甲児達の基地で、夏休みがないほど忙しい。研究所の電源やクリーニングは光子力エネルギーで賄っており、電源は家庭用100Vに変換して使用している。ただし建物自体は賃貸物件であり、毎月賃貸料を支払っている。それゆえに光子力研究所の建物の賃貸料を催促しまくる大家は地下帝国並みの難敵である。マジンガーZIP!への指令が行えたり、富士山麓周辺（山梨県・静岡県）や首都圏の情報を表示出来るマルチディスプレイ、敵対策としてバリアをそれぞれ完備し、その後スマホでバリアを制御できるようになった。弓教授が半ば私物化している他、研究所のブレーカーの契約アンペア数が低いため、ブレストファイヤーのエネルギー充填と電気製品を同時に使った場合は、すぐにブレーカーが落ちてしまう。所員は複数いるようだが、現在では弓教授と甲児、三博士のほかに2名が確認されている。弓教授と三博士が不祥事を起こして一晩中抗議電話が止まなかったことも。Dr.ヘルの地球征服作戦中止宣言の後には、「光子力ロボット村」と改称し、「ロボット漫才ライブ」等のアトラクションを開催している。
光子力エネルギー
マジンガーZIP!の光子力ビームを始め、光子力研究所のすべての電力を賄うエネルギー。ビームなどの兵器のみならずシェーバーや炊飯器 等にも使用できる。どのようなエネルギーかは不明であるため、世間では光子力エネルギー自体存在しないのではないかという疑惑が浮上している。
地下帝国
世界征服を企む謎の集団。作中では地下帝国という名称は出てきていない。海底要塞サルードを拠点に世界征服を企んでいる。機械獣や海底要塞を建造できるほどの高い科学力があるものの活動の範囲が主に六本木付近などの都内や首都圏であったり、世界征服そっちのけでガラダK7でムーンウォークの練習をしたり、ロックフェス破壊作戦、サザンオールスターズ復活ライブ襲撃作戦、ポール・マッカートニージャパンツアー襲撃作戦、悪の大運動会開催など世界征服らしい活動をしていない。年末には大量の年賀状を各方面に出している。作戦給与制であり、一般兵には給料が支払われている。
バードス島
Dr.ヘルの本拠地。古代の遺跡が存在する。あしゅら男爵の作戦失敗の際の弁解（と言うより漫才）用にスタンドマイクやライブ会場並みの音響機器が用意されている他、Dr.ヘルが住む居城には大型テレビが完備されている。
海底要塞サルード
あしゅら男爵の本拠地。上部は孤島に偽装しており、潜水も可能。要塞部分は常に潜水しているため、洗濯物が外に干せない、緑が少ないといった問題点がある。鉄仮面兵は海底生活を快適に暮らせるようにと、あしゅら男爵の杖を利用して物干し竿や朝顔の添え木代用にしていた。指令室内部はモニターが6台完備されているものの、指令室自体の作りは欠陥住宅レベルである。
バードスの杖
あしゅら男爵が常に所持している機械獣を操る杖。あしゅら男爵が念じることで先端部からあしゅら男爵の意思が機械獣に伝わり機械獣を操ることができる。あしゅら男爵曰く「念じると先端から何か出る」らしい。あしゅら男爵（男性側）と鉄仮面兵によって物干し竿や朝顔の添え木に使われたこともある。先端部の石は外れやすくなっており、桝太一が触った際に破損してしまったこともある。

## キャスト
主要キャストは前作『おはよう忍者隊ガッチャマン』から続投。
- 兜甲児 - BOSE（スチャダラパー）
- Dr.ヘル、ボス、ナレーター - ANI（スチャダラパー）
- あしゅら男爵（男女共）、弓弦之助 - 宮崎吐夢
- 弓さやか、兜シロー - しまおまほ

ゲスト出演
- 前園真聖（本人役、2013年5月29日・5月30日・9月5日・9月6日・10月11日）
- 馬場典子（日本テレビアナウンサー・本人役、2013年6月12日・6月25日・7月10日）
- 桝太一（日本テレビアナウンサー・本人役、2013年7月23日・8月27日・9月10日）
- トント - 平田広明（2013年7月30日 - 8月2日）[7][注 88]
- レイザーラモンRG（本人役、2013年10月29日・10月30日・11月11日）
- 童話朗読ナレーション - 田中毅（日本テレビアナウンサー、2013年11月4日）
- 山中慎介（本人役、2013年11月7日・11月8日）[8]
- 神奈月（本人役、2013年11月13日・11月14日）
- 徳島えりか（日本テレビアナウンサー・本人役、2013年11月26日）
- 乙女新党 - 葵わかな・荒川ちか・高橋優里花・田尻あやめ（本人役、2014年2月28日）[9]
- 椿鬼奴（本人役、2014年3月6日・3月7日）

## スタッフ
主要スタッフは前作『おはよう忍者隊ガッチャマン』から続投。
- 原作 - 永井豪
- 監修 - 守屋健太郎
- 脚本 - 堀雅人
- アニメーション - Kate Arrow
- 音楽 - Yuppa
- プロデューサー - シンゴスター
- ディレクター - 上野勇
- 制作 - ODDJOB
- テーマ曲 - 「マジンガーZIP!」（オリジナルの「マジンガーZ」をアレンジした物）

## 各話リスト
| 話数 | サブタイトル                           | 放送日        |
| --- | -------------------------------------- | ------------- |
| 1 | マジンガーZIP!発進!!の巻!              | 2013年 4月8日 |
| 2 | 謎の指揮官あしゅら男爵の巻!            | 4月9日        |
| 3 | 光子力研究所を守れ!の巻!               | 4月10日       |
| 4 | 機械獣の襲来!の巻!                     | 4月11日       |
| 5 | アフロダイA登場!の巻!                  | 4月12日       |
| 6 | 悪の総帥ドクターヘル!の巻!             | 4月15日       |
| 7 | あしゅら男爵の決断の巻!                | 4月16日       |
| 8 | マジンガーZIP!、再び発進せよ!の巻      | 4月17日       |
| 9 | 噂のマジンガーZIP!の巻!                | 4月18日       |
| 10 | 不確かなメモリーの巻!                  | 4月19日       |
| 11 | ドクターヘルの怒り!の巻!               | 4月22日       |
| 12 | 弓教授の助言の巻!                      | 4月23日       |
| 13 | 正義の鉄拳!ロケットパンチ!の巻!        | 4月24日       |
| 14 | 恐怖の時間差作戦!の巻!                 | 4月25日       |
| 15 | 危うし!?ゴールデンウィークの巻!        | 4月26日       |
| 16 | 光子力エネルギーの秘密の巻!            | 4月29日       |
| 17 | 新機能を使いこなせ!の巻!               | 4月30日       |
| 18 | 秘密の海底要塞サルードの巻!            | 5月1日        |
| 19 | 激闘!アフロダイAの巻!                  | 5月2日        |
| 20 | ボスはいじわる!?の巻!                  | 5月3日        |
| 21 | あしゅら男爵からの指令!の巻            | 5月6日        |
| 22 | 弓教授からの警告の巻                   | 5月7日        |
| 23 | 酒場のあしゅら男爵の巻                 | 5月8日        |
| 24 | 炸裂!ブレストファイヤー!の巻           | 5月9日        |
| 25 | 触れてはならぬものの巻                 | 5月10日       |
| 26 | パワーアップ!?アフロダイA!!の巻        | 5月13日       |
| 27 | あしゅら男爵の秘密特訓の巻             | 5月14日       |
| 28 | 炸裂!ルストハリケーン!の巻             | 5月15日       |
| 29 | アフロダイAの新兵器の巻                | 5月16日       |
| 30 | ドクターヘルの苦悩の巻                 | 5月17日       |
| 31 | ホールドオン!マジンガーZIP!の巻        | 5月20日       |
| 32 | 鉄仮面のつぶやきの巻                   | 5月21日       |
| 33 | 三人の博士の巻                         | 5月22日       |
| 34 | 三博士の任務とは?の巻                  | 5月23日       |
| 35 | ドクターヘルの激しい怒りの巻           | 5月24日       |
| 36 | あやうし!マジンガーZIP!の巻            | 5月27日       |
| 37 | 昼下がりのあしゅら男爵の巻             | 5月28日       |
| 38 | 新たなる作戦の巻                       | 5月29日       |
| 39 | スタジアムを守れ!の巻                  | 5月30日       |
| 40 | 弓教授の緊急召集!の巻                  | 5月31日       |
| 41 | 鉄仮面の掟の巻                         | 6月3日        |
| 42 | ボスのライバル宣言!の巻                | 6月4日        |
| 43 | 右か左か……?の巻                        | 6月5日        |
| 44 | さらにパワーアップ!?アフロダイA!!の巻  | 6月6日        |
| 45 | ドクターヘルのさらに激しい怒りの巻     | 6月7日        |
| 46 | 新たな機械獣、登場!の巻                | 6月10日       |
| 47 | 悪のプライドの巻                       | 6月11日       |
| 48 | 光子力エネルギーの謎の巻               | 6月12日       |
| 49 | あしゅら男爵の苛立ちの巻               | 6月13日       |
| 50 | 原宿危機一髪!の巻                      | 6月14日       |
| 51 | あしゅら男爵の誘拐計画の巻             | 6月17日       |
| 52 | ロケットパンチでやっつけろ!の巻        | 6月18日       |
| 53 | 鉄仮面の焦りの巻                       | 6月19日       |
| 54 | ドクターヘルの最も激しい怒りの巻       | 6月20日       |
| 55 | もっとパワーアップ!?アフロダイA!!の巻  | 6月21日       |
| 56 | あしゅら男爵の頭脳の巻                 | 6月24日       |
| 57 | あしゅら男爵独占インタビュー!の巻      | 6月25日       |
| 58 | 急げ!アフロダイA!の巻                  | 6月26日       |
| 59 | 敗者は多くを語らず……?の巻              | 6月27日       |
| 60 | ドクターヘルのさらなる苦悩の巻         | 6月28日       |
| 61 | 弓教授の秘密特訓!の巻                  | 7月1日        |
| 62 | 鉄仮面の意外な告白の巻                 | 7月2日        |
| 63 | 暴走!?マジンガーZIP!の巻               | 7月3日        |
| 64 | あしゅら男爵からのメッセージの巻       | 7月4日        |
| 65 | ルストハリケーンの弱点!?の巻           | 7月5日        |
| 66 | 深夜のあしゅら男爵の巻                 | 7月8日        |
| 67 | シローは生意気の巻                     | 7月9日        |
| 68 | 敵の傍受をかいくぐれ!の巻              | 7月10日       |
| 69 | 光子力研究所、危機一髪!の巻            | 7月11日       |
| 70 | マジンガーZIP!の新たな武装!?の巻       | 7月12日       |
| 71 | ロックフェスを破壊せよ!!の巻           | 7月15日       |
| 72 | 父と娘の亀裂!?の巻                     | 7月16日       |
| 73 | 新たな助っ人、登場!の巻                | 7月17日       |
| 74 | 組織の秘密を探れ!の巻                  | 7月18日       |
| 75 | あしゅら男爵からのメッセージ2の巻      | 7月19日       |
| 76 | マジンガーZIP!のさらに新たな武器!?の巻 | 7月22日       |
| 77 | 魂の一撃の巻                           | 7月23日       |
| 78 | 女子はきまぐれ?の巻                    | 7月24日       |
| 79 | ドクターヘルのきわめて激しい怒りの巻   | 7月25日       |
| 80 | 時間との闘い!?の巻                     | 7月26日       |
| 81 | ローン・レンジャーを強奪せよ!の巻      | 7月29日       |
| 82 | 光子力研究所への依頼の巻               | 7月30日       |
| 83 | トントの聖なる力!?の巻                 | 7月31日       |
| 84 | 戦いの時、来たる!の巻                  | 8月1日        |
| 85 | 英雄たちの秘密の巻                     | 8月2日        |
| 86 | さらに組織の秘密を探れ!の巻            | 8月5日        |
| 87 | あしゅら男爵からのメッセージ3の巻      | 8月6日        |
| 88 | 不屈の助っ人、登場!の巻                | 8月7日        |
| 89 | あやうし、復活ライブ!?の巻             | 8月8日        |
| 90 | 夏休みの宿題は……?の巻                  | 8月9日        |
| 8月12日 - 8月16日は夏休み傑作選を放送 8月19日 - 8月23日は『おはよう忍者隊ガッチャマン』復活版放送の為休止 |                                        |               |
| 91 | マジンガーZIP!最強計画!の巻            | 8月26日       |
| 92 | あしゅら男爵独占インタビューの巻       | 8月27日       |
| 93 | 終わらない夏!?の巻                     | 8月28日       |
| 94 | アフロダイAの執念の巻                  | 8月29日       |
| 95 | 鉄仮面の温度差の巻                     | 8月30日       |
| 96 | 夏休み明けを襲う恐怖!?の巻             | 9月2日        |
| 97 | マジンガーZIP!最強計画!その2の巻       | 9月3日        |
| 98 | 父と娘の亀裂、ふたたび!?の巻           | 9月4日        |
| 99 | あやうし前園真聖!の巻                  | 9月5日        |
| 100 | あやうし前園真聖!2の巻                 | 9月6日        |
| 101 | いかなる時でも……の巻                   | 9月9日        |
| 102 | 沈黙の桝太一の巻                       | 9月10日       |
| 103 | 光子力研究所への逆風の巻               | 9月11日       |
| 104 | あしゅら男爵の極秘作戦!の巻            | 9月12日       |
| 105 | ボディーチェックを怠るな!の巻          | 9月13日       |
| 106 | 思いがけない言葉の巻                   | 9月16日       |
| 107 | 恐怖のプランの発案者の巻               | 9月17日       |
| 108 | 音声入力でパワーアップ!?               | 9月18日       |
| 109 | 秘密の盗聴作戦!の巻                    | 9月19日       |
| 110 | いつだって女子はきまぐれ?の巻          | 9月20日       |
| 111 | NEW光子力ビーム誕生!?の巻              | 9月23日       |
| 112 | ドクターヘルのかつてない激しい怒りの巻 | 9月24日       |
| 113 | なおもパワーアップ!?アフロダイA!!の巻  | 9月25日       |
| 114 | またも不屈の助っ人、登場!の巻          | 9月26日       |
| 115 | パワーアップ!?ルストハリケーン!の巻    | 9月27日       |
| 116 | 最新型のマジンガーZIP! ?の巻           | 9月30日       |
| 117 | もっと組織の秘密を探れ!の巻            | 10月1日       |
| 118 | 切り抜けろ!鉄仮面の巻                  | 10月2日       |
| 119 | 弓教授、執念の秋!の巻                  | 10月3日       |
| 120 | ドクターヘルのことのほか激しい怒りの巻 | 10月4日       |
| 121 | またもや父と娘の亀裂!?の巻             | 10月7日       |
| 122 | 秘密のバックアップ機能!?の巻           | 10月8日       |
| 123 | あしゅら男爵からのメッセージ4の巻      | 10月9日       |
| 124 | 突然のトラブルの巻                     | 10月10日      |
| 125 | あやうし前園真聖!3の巻                 | 10月11日      |
| 126 | 二人三脚の行方は……!?の巻               | 10月14日      |
| 127 | スミス博士、登場!の巻                  | 10月15日      |
| 10月16日は平成25年台風第26号の上陸に伴う特別編成の為休止                                                  |                                        |               |
| 128 | アフロダイAを潰せ!の巻                 | 10月17日      |
| 129 | 弓教授のサジェスチョンの巻             | 10月18日      |
| 130 | 世界征服のために……!?の巻               | 10月21日      |
| 131 | 重要機密を送信せよ!の巻                | 10月22日      |
| 132 | 推しメンは誰だ!?の巻                   | 10月23日      |
| 133 | あしゅら男爵からのメッセージ5の巻      | 10月24日      |
| 134 | 勝利のために!?の巻                     | 10月25日      |
| 135 | 今日もまた父と娘の亀裂!?の巻           | 10月28日      |
| 136 | 恐怖の液体!の巻                        | 10月29日      |
| 137 | 続・恐怖の液体!の巻                    | 10月30日      |
| 138 | 現場へ急行せよ!の巻                    | 10月31日      |
| 139 | あしゅら男爵の宇宙戦略の巻             | 11月1日       |
| 140 | 切り札はハートの巻                     | 11月4日       |
| 141 | 飛べ!ジェットスクランダー!の巻         | 11月5日       |
| 142 | 鉄仮面のことわざ辞典の巻               | 11月6日       |
| 143 | あやうしチャンピオン!?の巻             | 11月7日       |
| 144 | 「神の左」で悪を倒せ!の巻              | 11月8日       |
| 145 | 恐怖の液体!3の巻                       | 11月11日      |
| 146 | あやうしポール!?の巻                   | 11月12日      |
| 147 | 日本テレビ危機一髪!?の巻               | 11月13日      |
| 148 | 神奈月からの報告の巻                   | 11月14日      |
| 149 | 今度こそ飛べ!ジェットスクランダー!の巻 | 11月15日      |
| 150 | LINEで知らせろ!の巻                    | 11月18日      |
| 151 | ヒッグス粉子に負けるな!の巻            | 11月19日      |
| 152 | ボジョレ・ヌーボー強奪作戦!の巻        | 11月20日      |
| 153 | ジェットスクランダー、飛んだ!?の巻     | 11月21日      |
| 154 | それぞれの選択の巻                     | 11月22日      |
| 155 | マー君、危機一髪!?の巻                 | 11月25日      |
| 156 | 弓教授の緊急記者会見の巻               | 11月26日      |
| 157 | 息ができない……!の巻                    | 11月27日      |
| 158 | 弓教授は武道家……!?の巻                 | 11月28日      |
| 159 | ポイズンを飲ませろ!の巻                | 11月29日      |
| 160 | ジェットスクランダー発進!の巻          | 12月2日       |
| 161 | ドクターヘルの深い思索?の巻            | 12月3日       |
| 162 | WINTER HAS COME!の巻                   | 12月4日       |
| 163 | 予期せぬ襲撃!の巻                      | 12月5日       |
| 164 | W杯抽選会、迫る!の巻                   | 12月6日       |
| 165 | 鉄仮面軍団の朝の巻                     | 12月9日       |
| 166 | ドクターヘルの不在の巻                 | 12月10日      |
| 167 | シローのはげましの巻                   | 12月11日      |
| 168 | スミス、ニューヨークへ帰るの巻         | 12月12日      |
| 169 | 真夜中の侵入者の巻                     | 12月13日      |
| 12月16日 - 12月20日はクリスマス傑作選を放送                                                               |                                        |               |
| 170 | 弓教授、クリスマスの焦り!の巻          | 12月23日      |
| 171 | 恐怖のクリスマスプレゼント!の巻        | 12月24日      |
| 172 | 勝利は目の前に……!?の巻                 | 12月25日      |
| 173 | 師走の激闘!の巻                        | 12月26日      |
| 174 | あしゅらアワード2013の巻               | 12月27日      |

| 話数                                                | サブタイトル                            | 放送日        |
| --------------------------------------------------- | --------------------------------------- | ------------- |
| 175                                                 | 初詣の願いの巻                          | 2014年 1月6日 |
| 176                                                 | さやかの新春隠し芸大会!?の巻            | 1月7日        |
| 177                                                 | ドクターヘル、年頭の言葉の巻            | 1月8日        |
| 178                                                 | お年玉で大騒動!?の巻                    | 1月9日        |
| 179                                                 | あしゅら男爵の新年会の巻                | 1月10日       |
| 180                                                 | 悪の未来計画!?の巻                      | 1月13日       |
| 181                                                 | 2014恐怖のプラン!の巻                   | 1月14日       |
| 182                                                 | もう一人のサヤカの巻                    | 1月15日       |
| 183                                                 | 風邪をひいたあしゅら男爵の巻            | 1月16日       |
| 184                                                 | 恐怖の爆弾……作戦!の巻                   | 1月17日       |
| 185                                                 | 弓教授は空手家?の巻                     | 1月20日       |
| 186                                                 | さやか危機一髪!?の巻                    | 1月21日       |
| 187                                                 | 予期せぬ襲撃、再び!の巻                 | 1月22日       |
| 188                                                 | 弓教授の新たなプランの巻                | 1月23日       |
| 189                                                 | 路線対立の果ては……!?の巻                | 1月24日       |
| 190                                                 | ジェットスクランダーの飛行訓練の巻      | 1月27日       |
| 191                                                 | 微かな期待の巻                          | 1月28日       |
| 192                                                 | 風邪にご用心!の巻                       | 1月29日       |
| 193                                                 | コードネームは……!?の巻                  | 1月30日       |
| 194                                                 | スミス博士、再び来日の巻                | 1月31日       |
| 195                                                 | 節分は大騒動!?の巻                      | 2月3日        |
| 196                                                 | マジンガーZIP!の代わりは……!?の巻        | 2月4日        |
| 197                                                 | さっぽろ雪まつり襲撃計画!の巻           | 2月5日        |
| 198                                                 | 正義のオートメーション!?の巻            | 2月6日        |
| 199                                                 | 激闘!?ゆるマジンガーZIP!の巻            | 2月7日        |
| 200                                                 | 巨人軍キャンプを襲え!の巻               | 2月10日       |
| 201                                                 | ボスの恋心の巻                          | 2月11日       |
| 2月12日はソチオリンピック開催に伴う特別編成の為休止 |                                         |               |
| 202                                                 | さやかのバレンタインデーの巻            | 2月13日       |
| 2月14日はソチオリンピック開催に伴う特別編成の為休止 |                                         |               |
| 203                                                 | またまた予期せぬ襲撃!の巻               | 2月17日       |
| 204                                                 | ラーメンとあしゅら男爵と鉄仮面の巻      | 2月18日       |
| 205                                                 | 大ピンチ!?光子力研究所の巻              | 2月19日       |
| 206                                                 | 決死の突入の前に……!?の巻                | 2月20日       |
| 207                                                 | わずかな望みの巻                        | 2月21日       |
| 208                                                 | ドクターヘルは繰り返す!の巻             | 2月24日       |
| 209                                                 | 弓さやかを誘拐せよ!の巻                 | 2月25日       |
| 210                                                 | あやうし!ザ・ローリング・ストーンズの巻 | 2月26日       |
| 211                                                 | 一撃必殺!ボスボロット!の巻              | 2月27日       |
| 212                                                 | 招かれざる者……?の巻                     | 2月28日       |
| 213                                                 | バリアで切り抜けろ!の巻                 | 3月3日        |
| 214                                                 | あらためて予期せぬ襲撃!の巻             | 3月4日        |
| 215                                                 | さやか!応答せよ!の巻                    | 3月5日        |
| 216                                                 | またしても恐怖の液体!の巻               | 3月6日        |
| 217                                                 | あらためて、恐怖の液体!の巻             | 3月7日        |
| 218                                                 | あしゅら男爵への報告の巻                | 3月10日       |
| 219                                                 | カフェラテはいかが!?の巻                | 3月11日       |
| 220                                                 | ジェットスクランダーGO!の巻             | 3月12日       |
| 221                                                 | ドクターヘルはまた繰り返すの巻          | 3月13日       |
| 222                                                 | ホワイトデーのお返しは……?の巻           | 3月14日       |
| 3月17日 - 3月21日は春の傑作選を放送                 |                                         |               |
| 223                                                 | 楽しいしりとり!の巻                     | 3月24日       |
| 224                                                 | エスプレッソと鉄仮面の巻                | 3月25日       |
| 225                                                 | スミス、ふたたびニューヨークへ帰るの巻  | 3月26日       |
| 226                                                 | ドクターヘルの秘策の巻                  | 3月27日       |
| 227                                                 | 最終決戦、来る!!の巻                    | 3月28日       |

### 傑作選放送
| 話数          | サブタイトル                    | 放送日         | 本放送日       |
| ------------- | ------------------------------- | -------------- | -------------- |
| 夏休み傑作選1 | 正義の鉄拳!ロケットパンチ!の巻! | 2013年 8月12日 | 2013年 4月24日 |
| 夏休み傑作選2 | ドクターヘルの怒り!の巻!        | 8月13日        | 4月22日        |
| 夏休み傑作選3 | 光子力エネルギーの謎の巻        | 8月14日        | 6月12日        |
| 夏休み傑作選4 | 新たな機械獣、登場!の巻         | 8月15日        | 6月10日        |
| 夏休み傑作選5 | 三人の博士の巻                  | 8月16日        | 5月22日        |

| 話数              | サブタイトル                | 放送日          | 本放送日      |
| ----------------- | --------------------------- | --------------- | ------------- |
| クリスマス傑作選1 | 謎の指揮官あしゅら男爵の巻! | 2013年 12月16日 | 2013年 4月9日 |
| クリスマス傑作選2 | ボスはいじわる!?の巻!       | 12月17日        | 5月3日        |
| クリスマス傑作選3 | 弓教授の緊急召集!の巻       | 12月18日        | 5月31日       |
| クリスマス傑作選4 | 恐怖の時間差作戦!の巻!      | 12月19日        | 4月25日       |
| クリスマス傑作選5 | スミス博士、登場!の巻       | 12月20日        | 10月15日      |

| 話数        | サブタイトル                  | 放送日         | 本放送日       |
| ----------- | ----------------------------- | -------------- | -------------- |
| 春の傑作選1 | マジンガーZIP!最強計画!の巻   | 2014年 3月17日 | 2013年 8月26日 |
| 春の傑作選2 | アフロダイAを潰せ!の巻        | 3月18日        | 10月17日       |
| 春の傑作選3 | ジェットスクランダー発進!の巻 | 3月19日        | 12月2日        |
| 春の傑作選4 | 重要機密を送信せよ!の巻       | 3月20日        | 10月22日       |
| 春の傑作選5 | 弓教授の新たなプランの巻      | 3月21日        | 2014年 1月23日 |

## 放送局
| 放送地域       | 放送局                    | 放送期間                                                   | 放送日時                | 放送系列                      | 備考 |
| -------------- | ------------------------- | ---------------------------------------------------------- | ----------------------- | ----------------------------- | ---- |
| 関東広域圏     | 日本テレビ（NTV）         | 2013年4月8日 - 2013年8月16日 2013年8月26日 - 2014年3月28日 | 月 - 金曜 6:56頃 - 6:58 | 日本テレビ系列                |      |
| 青森県         | 青森放送（RAB）           | 2013年4月8日 - 2013年8月16日 2013年8月26日 - 2014年3月28日 | 月 - 金曜 6:56頃 - 6:58 | 日本テレビ系列                |      |
| 岩手県         | テレビ岩手（TVI）         | 2013年4月8日 - 2013年8月16日 2013年8月26日 - 2014年3月28日 | 月 - 金曜 6:56頃 - 6:58 | 日本テレビ系列                |      |
| 宮城県         | ミヤギテレビ（MMT）       | 2013年4月8日 - 2013年8月16日 2013年8月26日 - 2014年3月28日 | 月 - 金曜 6:56頃 - 6:58 | 日本テレビ系列                |      |
| 秋田県         | 秋田放送（ABS）           | 2013年4月8日 - 2013年8月16日 2013年8月26日 - 2014年3月28日 | 月 - 金曜 6:56頃 - 6:58 | 日本テレビ系列                |      |
| 山形県         | 山形放送（YBC）           | 2013年4月8日 - 2013年8月16日 2013年8月26日 - 2014年3月28日 | 月 - 金曜 6:56頃 - 6:58 | 日本テレビ系列                |      |
| 福島県         | 福島中央テレビ（FCT）     | 2013年4月8日 - 2013年8月16日 2013年8月26日 - 2014年3月28日 | 月 - 金曜 6:56頃 - 6:58 | 日本テレビ系列                |      |
| 山梨県         | 山梨放送（YBS）           | 2013年4月8日 - 2013年8月16日 2013年8月26日 - 2014年3月28日 | 月 - 金曜 6:56頃 - 6:58 | 日本テレビ系列                |      |
| 新潟県         | テレビ新潟（TeNY）        | 2013年4月8日 - 2013年8月16日 2013年8月26日 - 2014年3月28日 | 月 - 金曜 6:56頃 - 6:58 | 日本テレビ系列                |      |
| 長野県         | テレビ信州（TSB）         | 2013年4月8日 - 2013年8月16日 2013年8月26日 - 2014年3月28日 | 月 - 金曜 6:56頃 - 6:58 | 日本テレビ系列                |      |
| 静岡県         | 静岡第一テレビ（SDT）     | 2013年4月8日 - 2013年8月16日 2013年8月26日 - 2014年3月28日 | 月 - 金曜 6:56頃 - 6:58 | 日本テレビ系列                |      |
| 富山県         | 北日本放送（KNB）         | 2013年4月8日 - 2013年8月16日 2013年8月26日 - 2014年3月28日 | 月 - 金曜 6:56頃 - 6:58 | 日本テレビ系列                |      |
| 石川県         | テレビ金沢（KTK）         | 2013年4月8日 - 2013年8月16日 2013年8月26日 - 2014年3月28日 | 月 - 金曜 6:56頃 - 6:58 | 日本テレビ系列                |      |
| 福井県         | 福井放送（FBC）           | 2013年4月8日 - 2013年8月16日 2013年8月26日 - 2014年3月28日 | 月 - 金曜 6:56頃 - 6:58 | 日本テレビ系列 テレビ朝日系列 |      |
| 中京広域圏     | 中京テレビ（CTV）         | 2013年4月8日 - 2013年8月16日 2013年8月26日 - 2014年3月28日 | 月 - 金曜 6:56頃 - 6:58 | 日本テレビ系列                |      |
| 鳥取県・島根県 | 日本海テレビ（NKT）       | 2013年4月8日 - 2013年8月16日 2013年8月26日 - 2014年3月28日 | 月 - 金曜 6:56頃 - 6:58 | 日本テレビ系列                |      |
| 広島県         | 広島テレビ（HTV）         | 2013年4月8日 - 2013年8月16日 2013年8月26日 - 2014年3月28日 | 月 - 金曜 6:56頃 - 6:58 | 日本テレビ系列                |      |
| 山口県         | 山口放送（KRY）           | 2013年4月8日 - 2013年8月16日 2013年8月26日 - 2014年3月28日 | 月 - 金曜 6:56頃 - 6:58 | 日本テレビ系列                |      |
| 徳島県         | 四国放送（JRT）           | 2013年4月8日 - 2013年8月16日 2013年8月26日 - 2014年3月28日 | 月 - 金曜 6:56頃 - 6:58 | 日本テレビ系列                |      |
| 香川県・岡山県 | 西日本放送（RNC）         | 2013年4月8日 - 2013年8月16日 2013年8月26日 - 2014年3月28日 | 月 - 金曜 6:56頃 - 6:58 | 日本テレビ系列                |      |
| 愛媛県         | 南海放送（RNB）           | 2013年4月8日 - 2013年8月16日 2013年8月26日 - 2014年3月28日 | 月 - 金曜 6:56頃 - 6:58 | 日本テレビ系列                |      |
| 高知県         | 高知放送（RKC）           | 2013年4月8日 - 2013年8月16日 2013年8月26日 - 2014年3月28日 | 月 - 金曜 6:56頃 - 6:58 | 日本テレビ系列                |      |
| 福岡県         | 福岡放送（FBS）           | 2013年4月8日 - 2013年8月16日 2013年8月26日 - 2014年3月28日 | 月 - 金曜 6:56頃 - 6:58 | 日本テレビ系列                |      |
| 長崎県         | 長崎国際テレビ（NIB）     | 2013年4月8日 - 2013年8月16日 2013年8月26日 - 2014年3月28日 | 月 - 金曜 6:56頃 - 6:58 | 日本テレビ系列                |      |
| 熊本県         | くまもと県民テレビ（KKT） | 2013年4月8日 - 2013年8月16日 2013年8月26日 - 2014年3月28日 | 月 - 金曜 6:56頃 - 6:58 | 日本テレビ系列                |      |
| 大分県         | テレビ大分（TOS）         | 2013年4月8日 - 2013年8月16日 2013年8月26日 - 2014年3月28日 | 月 - 金曜 6:56頃 - 6:58 | 日本テレビ系列 フジテレビ系列 |      |
| 鹿児島県       | 鹿児島読売テレビ（KYT）   | 2013年4月8日 - 2013年8月16日 2013年8月26日 - 2014年3月28日 | 月 - 金曜 6:56頃 - 6:58 | 日本テレビ系列                |      |

## 備考
- 2013年12月9日 - 12月13日は通常より2分繰り上げて6:54頃 - 6:56に放送。
- サブタイトルは第1話 - 第20話まではサブタイトルの最後に付く「〜の巻」に感嘆符（!）が付いていたが、2013年5月6日放送の第21話以降からは感嘆符が外されている。
- テロップ表示は、バードス島や地下帝国の秘密のアジトが登場するエピソード、機械獣初登場時、前園やRG、鬼奴などのゲスト登場時にそれぞれ表示される[注 89]。
- 『ローン・レンジャー』コラボスペシャル（第81話 - 第85話）では、タイトルの「ZIP!×永井豪」の部分がローン・レンジャーとトントを加えたものに変更されている他、本編部分の右上のテロップが変更されている。
- 2013年の夏休み傑作選は、本パート後に『おはよう忍者隊ガッチャマン』復活版並びに映画『ガッチャマン』の番宣を放送した。